# François Viète
Vous lisez un « article de qualité » labellisé en 2009.
« Viète » redirige ici. Pour l’article homophone, voir Viêt.
François Viète ou Viette (en latin : Franciscus Vieta), est un mathématicien français, né à Fontenay-le-Comte (Vendée) en 1540 et mort à Paris le 23 février 1603.
De famille bourgeoise et de formation juridique, il a été l'avocat de grandes familles protestantes, dont les Parthenay-l'Archevêque et les Rohan, avant de devenir conseiller, puis maître des requêtes au parlement de Rennes, sous Charles IX, puis maître des requêtes ordinaires de l'hôtel du roi sous Henri III. Maître des requêtes et déchiffreur de Henri IV, membre du conseil du roi, il mène, parallèlement à ces charges au service de l'État, une carrière de mathématicien « amateur » qui lui vaut l'estime des grands professionnels de son temps.
Inspiré par de La Ramée, Gosselin et Peletier du Mans, il restaure la géométrie des Anciens (Apollonius, Théon et Diophante) et prolonge les travaux d'Al-Battani, de Rheticus et de Regiomontanus sur les sinus et les triangles sphériques. La publication de son livre phare, In artem analyticem isagoge, marque en 1591 le début de la révolution algébrique qui, poursuivie par Harriot, Oughtred, Girard et Descartes, fondera les notations de l'algèbre contemporaine. Viète est un des premiers mathématiciens en Europe à noter les paramètres d'une équation par des symboles. Il fonde ainsi l'algèbre nouvelle ou « logistique spécieuse », une version « homogène » de notre façon actuelle de mener les calculs symboliques. Écrivant en latin et connu de toute l'Europe, il formera quelques élèves, Nathanael Tarporley, Pierre puis Jacques Aleaume, Marin Ghetaldi, Jean de Beaugrand, Alexander Anderson, ainsi que des correspondants dont Lansberg de Meulabeecke, qui contribueront à sa renommée et prolongeront ses méthodes, les diffusant en Angleterre, aux Pays-Bas, en Italie et en Allemagne. Il finit par l'emporter sur quelques contradicteurs tels qu'Adrien Romain et Joseph Juste Scaliger. Une partie de ses travaux est consacrée à l'astronomie. Enfin, par ses travaux de déchiffreur, et singulièrement les dernières recommandations qu'il communiqua à Sully quelques semaines avant sa mort, Viète est l'un des premiers cryptologues à systématiser l'art de casser les codes.
Sa « logistique spécieuse », appréciée par van Schooten, Fermat, Huygens et Newton, détermine la façon d'écrire les mathématiques jusqu'à ce que Descartes libère cette écriture de ses contraintes d'homogénéité. Des mathématiciens du XIXe siècle, Michel Chasles et Joseph Bertrand, redécouvriront sa figure et l'importance de ses travaux, notamment ceux qui préfiguraient l'invention du triangle sphérique polaire et celle des inversions.

## Biographie

### Origines

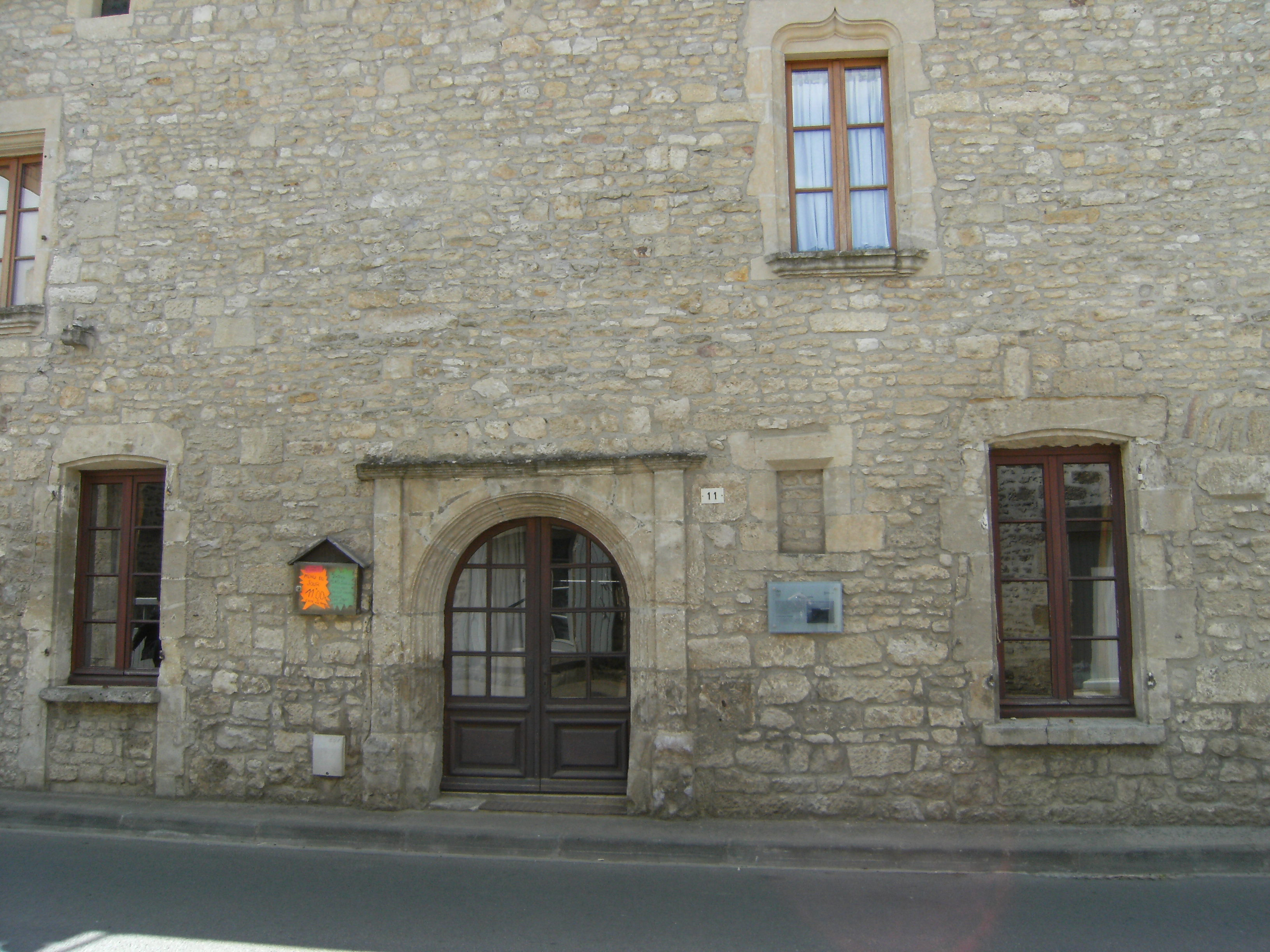
Maison familiale à Foussais-Payré.

Son grand-père, qui lui-même se nommait François Viette, était un marchand originaire de La Rochelle. Installé dans la paroisse de Foussais-Payré, il avait légué son commerce à son aîné, Mathurin, et fait donner une solide instruction à son cadet, Étienne. Il eut aussi un troisième fils, et deux filles, Jeanne et Josèphe. Le second de ses fils, Étienne Viète, le premier à écrire son nom avec un seul t, était devenu procureur de Fontenay-le-Comte et notaire du Busseau. Il avait épousé Marguerite, fille de François Dupont et de Françoise Brisson, et cousine germaine de Barnabé Brisson, futur premier président du parlement de Paris et pendu pendant la domination de la Ligue.

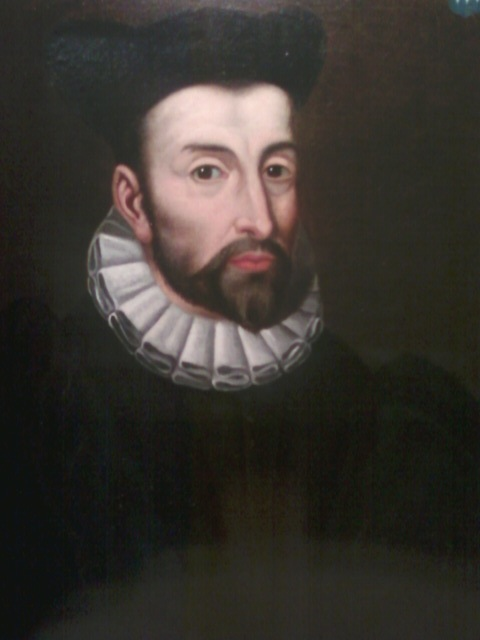
Portrait de Barnabé Brisson jeune, musée vendéen de Fontenay-le-Comte.

Le couple habita Fontenay et eut sept enfants : trois garçons — François, Nicolas et René — et quatre filles — Claude, Françoise, Jeanne, et Julie (ou Julienne). En ancien poitevin, Viette pourrait signifier « rusé » ou « vieux », ou encore « sentier ».
Quoique catholique, la famille de François Viète se montrait sensible aux idées de la Réforme. Néanmoins, si Étienne se convertit à la nouvelle foi, Nicolas et René demeurèrent fidèles à Rome. Un fils de leur oncle Mathurin, marchand à Marans, leur cousin François Viette, connu pour son ardent catholicisme vers 1565, devint dans cette décennie un calviniste zélé,. Les territoires du Bas-Poitou étaient, en effet, soumis à l'influence des seigneurs huguenots de Bouchard d'Aubeterre, du Pons et de Parthenay qui, depuis le retour de Ferrare de Michelle de Saubonne et d'Anne de Parthenay, professaient la nouvelle doctrine et faisaient dire le prêche sur leurs terres.

### Jeunesse

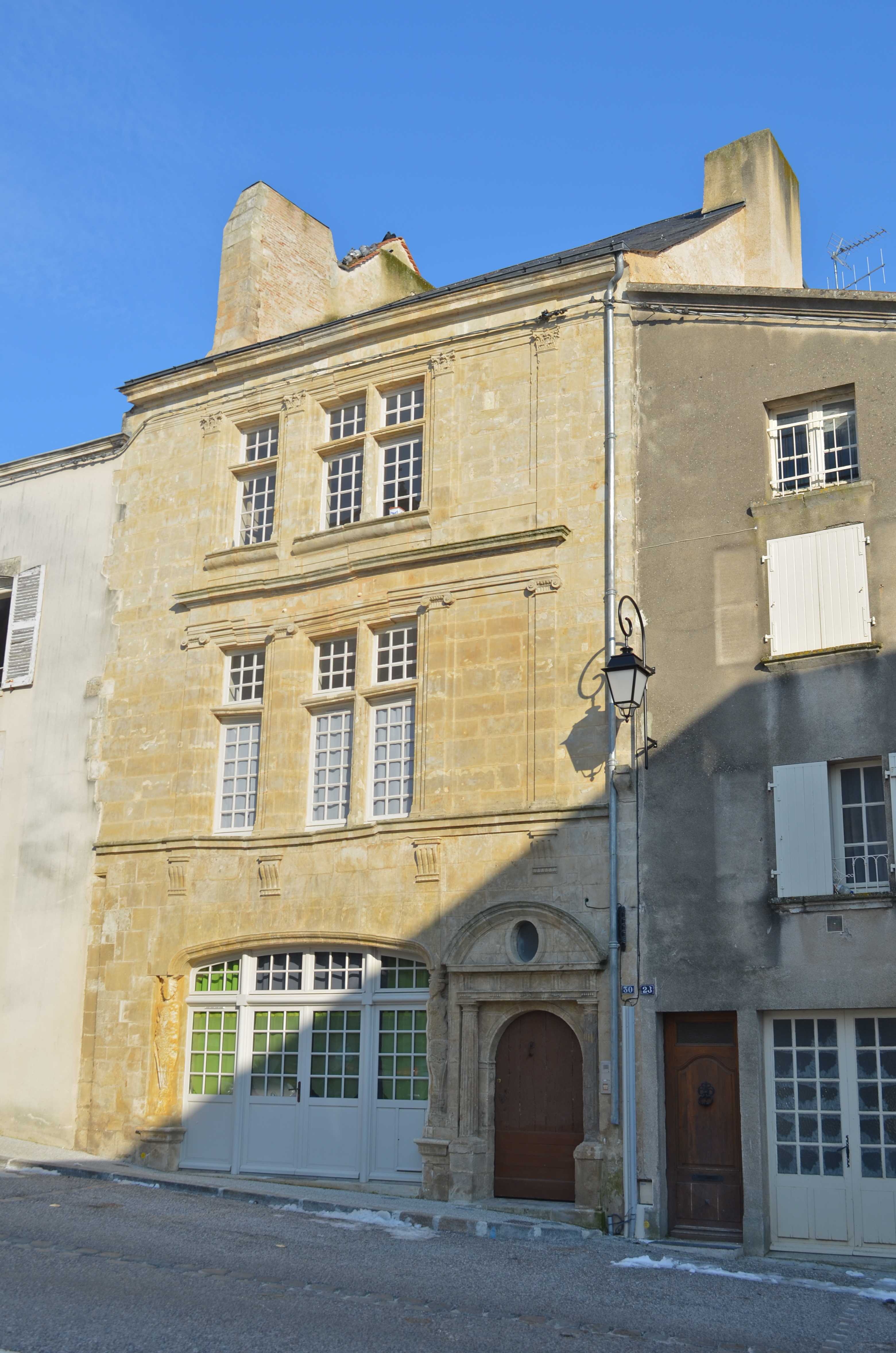
Maison familiale à Fontenay.

Étienne envoie son aîné François « chez les Cordeliers de Fontenay qui, sans transformer leur couvent en collège, instruisaient volontiers les enfants […] ; c'est aux Cordeliers de Fontenay que Rabelais […] s'était dégoûté de moinerie ». on connaît cependant une dissertation  lue devant un précepteur, Marin Evrard Bellovaque (de Beauvais),, en 1555, et publiée dans Quinque orationes philosophicae sous le nom de Franciscus Vietoe. Ses autres camarades seraient alors: Franciscus Talpinus, Tusseanus Puteanus (Toussaint Dupuy), Franciscus Raguellus,, et Franciscus Morellus. Le titre de cette dissertation est Quod Captae ab hostibus regionis melior est quam vastata conditio.
En 1558, François Viète fréquente la faculté de droit de Poitiers, dont il sort bachelier et licencié en droit à la fin de l'année 1559. Il y a sans doute pour camarade Nicolas Rappin et peut-être des amis de celui-ci, comme Charles Tiraqueau (petit-fils du poète André Tiraqueau), Pierre Gabryaud et Scévole de Sainte-Marthe. En 1560, il devient avocat à Fontenay et réside dans un petit hôtel dont il a hérité ; toutefois, on le nomme déjà Sieur de la Bigotière sur les actes d'état civil, du nom d'une métairie de Foussais héritée par son père, qui l'avait léguée en indivision à François et ses frères (il ne leur racheta leurs droits qu'en 1564 pour René, 1574 pour Nicolas). Fondé de pouvoir de son père à Paris (acte du 26 août 1560), ses mandataires lui confient alors des affaires importantes, notamment un partage de revenus ecclésiastiques à La Rochelle (acte du 15 février 1561), la liquidation des fermages en Poitou du douaire d'Éléonore d'Autriche, veuve de François Ier, (acte introuvable), ou encore les intérêts de Marie Stuart, veuve de François II, dans un procès pour le partage d'un trésor découvert près de Fontenay, dans un moulin de son douaire, (acte du 21 janvier 1564).

### Au service des Parthenay
En 1564, à la suite de[réf. souhaitée] son oncle[Information douteuse] Brisson, il entre au service d’Antoinette d'Aubeterre, comme secrétaire de son mari Jean de Parthenay-l’Archevêque, dit Soubise, seigneur de Soubise et d'autres terres du Poitou, un des plus grands capitaines de guerre calvinistes. Avant de s'établir au château du parc Soubise, près de Mouchamps (à quelque dix lieues de Foussais et de Fontenay), il doit accompagner Jean de Parthenay à Lyon pour le défendre.

Blasonnement : burelé d'argent et d'azur, à la bande de gueules brochant sur le tout.
Ces armes étaient celles des seigneurs de Parthenay.

En effet, Jean de Parthenay a tenu la ville de Lyon (jusqu'en 1563) sur ordre du prince de Condé. Il a défendu cette ville contre les armées royales commandées par le duc de Nemours et ne l'a rendue au roi qu'après la signature de la paix d'Amboise. Or pendant le siège, le duc de Guise a été assassiné par un des lieutenants de Parthenay, Poltrot de Méré, qui accuse sous la torture l'amiral de Coligny, Théodore de Bèze et Jean de Parthenay d'avoir commandité le meurtre.
Viète axe sa plaidoirie sur la conduite exemplaire des armées de Jean de Parthenay à Lyon. Il le suit dans cette ville, lors du passage de la cour (juin 1564), afin de recueillir les faits relatifs au siège que Soubise a soutenu l'année précédente, « pendant qu'ils étaient dans toutes les mémoires ».
Il parvient à innocenter Soubise, puis reprend sa place de secrétaire au parc Soubise. Généalogiste de la famille, il en retrace l'histoire depuis les origines des Lusignans et, fin 1564, il devient le précepteur de la fille unique de Jean V de Parthenay et d'Antoinette d'Aubeterre, Catherine de Parthenay, alors âgée de onze ans. Comme ses parents, la jeune fille apprend le latin et le grec ; François Viète lui enseigne aussi les sciences, et notamment des rudiments d'astronomie, de géographie et de trigonométrie. Femme d’action, de lettres et de sciences, elle entretint par la suite avec lui une relation faite d'admiration mutuelle, qui ne faiblit jamais et ne s'éteignit qu'à la mort de Viète, en 1603. Pour elle, à fins éducatives, il rédige de nombreux traités, dont un seul, traitant de principes de cosmographie, a traversé les âges. Traduit en français, ce traité, publié plusieurs fois entre 1641 et 1647, donne de précieuses indications sur les conceptions astronomiques dominantes dans ce foyer huguenot.
Pour elle encore, il a écrit un jour d'hiver 1591, en préface de son œuvre principale :

« C’est à vous, auguste fille de Mélusine, que je dois mes études mathématiques, auxquelles m’a poussé votre amour pour cette science. »

Lors de leur voyage à Lyon, Jean de Parthenay le présente au roi Charles IX, mais après deux ans, passés en pourparlers avec Catherine de Médicis, Soubise meurt (le 1er septembre 1566). Viète commence alors la rédaction de sa biographie, intitulée Mémoires de la vie de Jean de Parthenay-Larchevêque, sieur de Soubise, qui, plusieurs fois remaniée (notamment en collaboration avec Catherine de Parthenay), n'a été publiée qu'en 1879.
La question de l'adhésion de Viète à la foi protestante lorsqu'il vivait au château du parc Soubise semblait acquise, jusqu'aux travaux de Benjamin Fillon et de Frédéric Ritter, ses biographes du XIXe siècle. Élevé dans la foi catholique, mais dans un milieu peu à peu séduit par le protestantisme, Viète était réputé huguenot. Rien n'est moins assuré. François Viète faisait dix ans plus tard profession de foi catholique et, d'après Ritter et Fillon, s'il se convertit jamais à la doctrine calviniste, sa conversion fut de courte durée. Effectivement, dans ses traités de cosmographie, dans ses adresses à Clavius ou sa dédicace à la « fille de Mélusine », Viète fait parfois allusion au « Créateur ». Mais il ne mentionne jamais selon quel mode on doit lui rendre grâce et semble avoir suivi, dès sa jeunesse, les traces de Michel de l'Hospital et du parti des politiques (Ritter le croit indifférent en matière religieuse ; Grisard est plus mesuré sur ce point).
Entre-temps, François Viète s'est marié avec Barbe Cothereau, fille de Jehan Cothereau, marchand de Luçon, et petite-fille de dame Garotine (actes du 17 juin 1566 et du 29 janvier 1586),.

### À La Rochelle
Dans l'année qui suit la mort de Jean V de Parthenay, Antoinette d'Aubeterre se met en quête d'un parti pour sa fille. Parmi les trois prétendants, Gaspard (?) ou Jacques (?) de Châtillon, fiancé de Catherine et fils de l'amiral de Coligny (mais qui meurt en 1568), René de Rohan (qui n'est pas assez titré) et Charles de Quellenec, baron du Pont, elle se résout pour ce dernier et trouve ainsi un protecteur aux terres des Parthenay. Mais le baron Charles de Quellenec, après avoir épousé Catherine de Parthenay le 15 juin 1568, se montre vite un gendre indocile. Déçue de ne pouvoir régner sur le parc Soubise comme au temps de son époux, la dame d'Aubeterre s'exile en septembre 1568 à La Rochelle, où elle rejoint la cour de Jeanne d'Albret, reine de Navarre, et ses deux enfants, Catherine de Bourbon et le futur Henri IV. Viète l'y accompagne et rencontre dans son sillage la très haute aristocratie calviniste : les principaux chefs militaires, Coligny et Condé, mais aussi Françoise de Rohan, qui bientôt allait l'employer dans ses fameux procès.

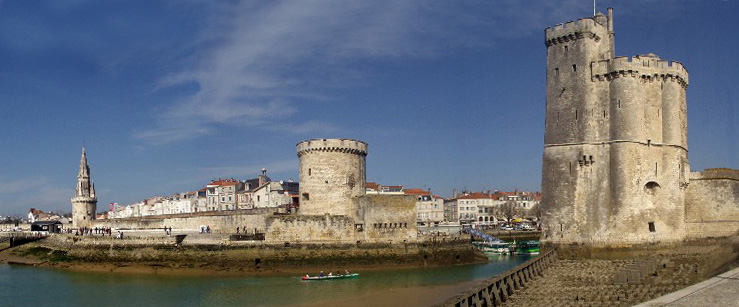
Les trois tours du Vieux-Port de La Rochelle.

Après avoir combattu sous les ordres de René II de Rohan en Saintonge, le baron de Quellenec, qui a relevé le nom de Soubise, est défait à la bataille de Jarnac. Fait prisonnier, il s'évade et rejoint Mouchamps. Cependant, il se révèle bien vite incapable de donner une descendance aux Parthenay. Des confidences de domestiques alertent Antoinette d'Aubeterre et bientôt, en septembre 1570, sa fille vient se réfugier auprès d'elle. L'affaire vient devant Jeanne d'Albret et Théodore de Bèze conseille de rompre le mariage.
En réaction, de Quellenec vient chercher son épouse à La Rochelle et l'enferme dans son château breton. Pour correspondre avec sa mère, celle-ci insère alors quelques mots en latin ou grec — langues non connues de son mari — dans les lettres qu'elle envoie vers La Rochelle et fait connaître à son ancien précepteur (Viète) qu'elle a écrit entre les lignes, au jus d'orange, des caractères qui se révèlent lorsqu'on les approche d'une flamme,. Ceci est le premier témoignage sur le rapport de Viète avec le déchiffrement de lettres secrètes.
Après d'autres récriminations auprès de Jeanne d'Albret et Théodore de Bèze, Antoinette d'Aubeterre, convaincue de l'impuissance de son gendre, finit par intenter un procès au baron de Quellenec (le 11 septembre 1571) devant le parlement de Paris.
Début 1571, Viète, refusant de lui servir d'avocat contre le baron de Quellenec, quitte son service et se déplace à Paris, où il est avocat au Parlement. Sans doute peut-il compter sur son oncle Barnabé Brisson, ainsi que sur l'appui de ses amis et clients protestants, pour se faire un nom dans la magistrature. Par ailleurs, il a déjà rédigé une grande partie de son Canon mathématique qu'il propose aussitôt à l'éditeur Jamet Mettayer.

### Débuts à Paris
Domicilié à Paris, Viète continue néanmoins à visiter Catherine de Parthenay et à rallier régulièrement Fontenay-le-Comte, où il occupe des fonctions municipales. Il poursuit ses recherches mathématiques la nuit ou pendant des périodes de loisir. Il a la réputation de « souvent passer trois jours entiers auprès de la table, où il travailloit, rêvant profondément, non seulement sans manger, mais même sans dormir, si ce n'est quelques momens appuyé sur son coude ». Ritter pense que Viète a déjà pris en mains les intérêts de Françoise de Rohan et que dès cette époque, il fut en rapport avec Ramus, Guillaume Gosselin et Jacques Peletier du Mans il n'en apporte cependant aucune preuve.

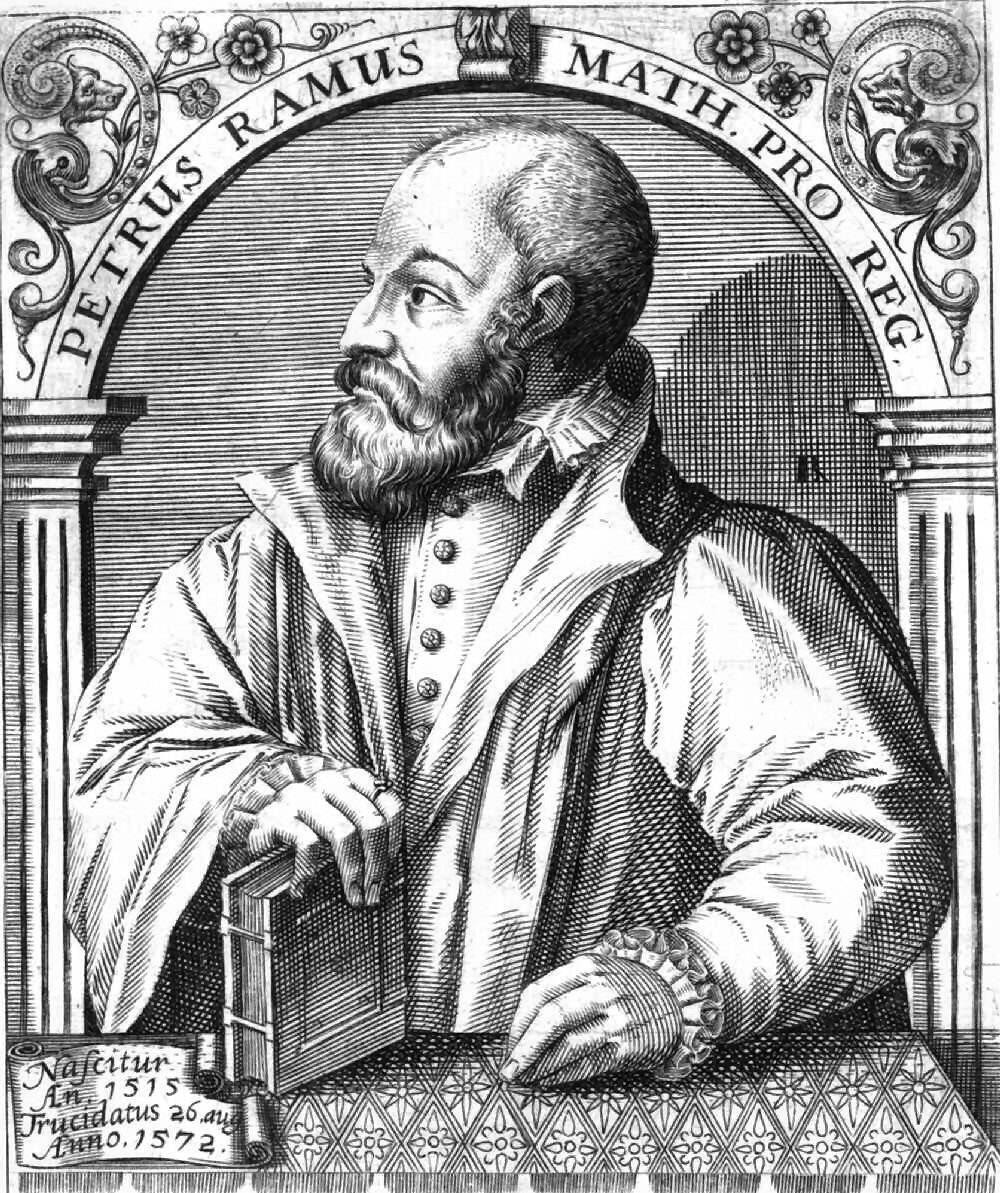
Pierre de La Ramée.

En 1572, Catherine de Parthenay, Françoise de Rohan et son frère René viennent à Paris pour assister au mariage du roi de Navarre et de la Reine Margot. Ils parviennent par chance à s'enfuir de la capitale à l'aube de la Saint-Barthélemy. Prévenus anonymement, ils franchissent les portes avant le début du massacre. François Viète est probablement à Paris cette nuit-là ; nuit pendant laquelle le baron de Quellenec est assassiné dans la cour du Louvre quelques heures après l'assassinat de l'amiral Coligny,,,,. Ramus, dont la pensée influença Viète, périt également peu après cette nuit-là, son cadavre promené d'université en université en hommage à Aristote.
Lié avec Françoise de Rohan, avec laquelle Benjamin Fillon soutint qu'il eut une aventure  et que son siècle connaît sous le nom de dame de la Garnache, il l'accompagne à Beauvoir-sur-Mer (acte du 26 décembre 1572) et la soutient dans le procès qu'elle nourrit contre le duc de Nemours, dans l'espoir d'être officiellement reconnue comme son épouse. Il se met également au service des intérêts de son frère, René II de Rohan et semble jouer le rôle d'un puissant auxiliaire pour triompher de la résistance de la dame de Soubise (Antoinette d'Aubeterre) au mariage de Catherine de Parthenay et du futur duc de Rohan. François Viète achète dans ces années-là une maison de ville à Beauvoir, surnommée l'Ardouinière, dans la rue qui va de la halle au château ; il y loge alors que Françoise de Rohan subit déjà les persécutions des troupes royales, dirigées par Mercœur, et que Catherine de Parthenay fait jouer sa tragédie Holopherne dans La Rochelle assiégée.
En 1573, après la levée du siège de La Rochelle et la rentrée en grâce des chefs protestants, François Viète est nommé par Charles IX conseiller au parlement de Rennes (24 octobre 1573). Cette charge de conseiller est parmi les moins onéreuses, notamment pour les conseillers issus du Poitou, de plus elle n'est guère contraignante, le parlement ne siégeant qu'une fois l'an d'août à octobre. Pour y être agréé, Viète doit y témoigner de sa foi catholique, le 6 avril de l'année suivante en une cérémonie dont les minutes sont conservées dans les archives secrètes de ce parlement,.

Blason de François Viète, anobli par sa charge au parlement.

L'acte qui nomme Viète est libellé ainsi :

« Charles par la grâce de Dieu, roy de France, à tous ceux qui la présente verront, salut. Savoir faisons que nous a pleine confiance de la personne de notre cher et amé Maître François Viette, avocat à la court de Parlement de Paris et de ses sens suffisance, littérature, loyauté, prudhommie, expérience en fait de judicature et bonne diligence… avons donné et octroyé, donnons et octroyons, par ces patentes l'état et office de Conseiller à la Court du Parlement de Bretagne… »

En juin 1575, le duc Henri de Rohan, dit Henri le goutteux, meurt au château de Blain ; sa fille, de douze ans, meurt le 24 juillet. Dernier frère d'Henri (leur autre frère, Jean, est mort sans descendance mâle), René de Rohan devient duc à son tour. Antoinette d'Aubeterre accepte dès lors le remariage de l'héritière des Parthenay avec ce prétendant, mariage qui a lieu dès le mois suivant.

### Maître des requêtes
En 1576, probablement sur recommandation de Françoise et de René de Rohan, François Viète entre au service du roi Henri III, comme chargé de mission spéciale. Sa présence au parlement de Rennes durant la session annuelle s'en ressent fortement : si les deux premières années de sa charge, il assiste à de nombreuses séances du parlement, il ne siège plus dans la Cour de Rennes ni cette année-là, ni la suivante. Il est excusé par le roi, qui lui fait néanmoins tenir ses gages. Le roi affirme dans des lettres patentes :

« Nous avons advisé d'employer notre ami et féal conseiller en notre cour, Maître François Viète, Seigneur de la Bigotière ; nous l'avons donc fait venir en notre cour et suite, en laquelle il était nécessaire qu'il fasse quelque séjour et même durant les mois d'août, septembre et octobre prochain. Nous lui avons permis et permettons qu'il lui soit loisible désemparer d'icelle notre cour durant la séance des dits trois mois… »

L'hiver 1577, il réside à Beauvoir-sur-Mer, près de la dame de la Garnache. Parallèlement, il agrandit sa maison de Fontenay (acte du 8 novembre). Le fils que Françoise de Rohan a eu avec le duc de Nemours, venant d'Allemagne avec quelques routiers, est capturé cette année-là par le duc de Montpensier. Il échappe à la potence, par l'action du Roi (et sans doute de Viète) ; mais le duc refuse de le rendre, même contre rançon.

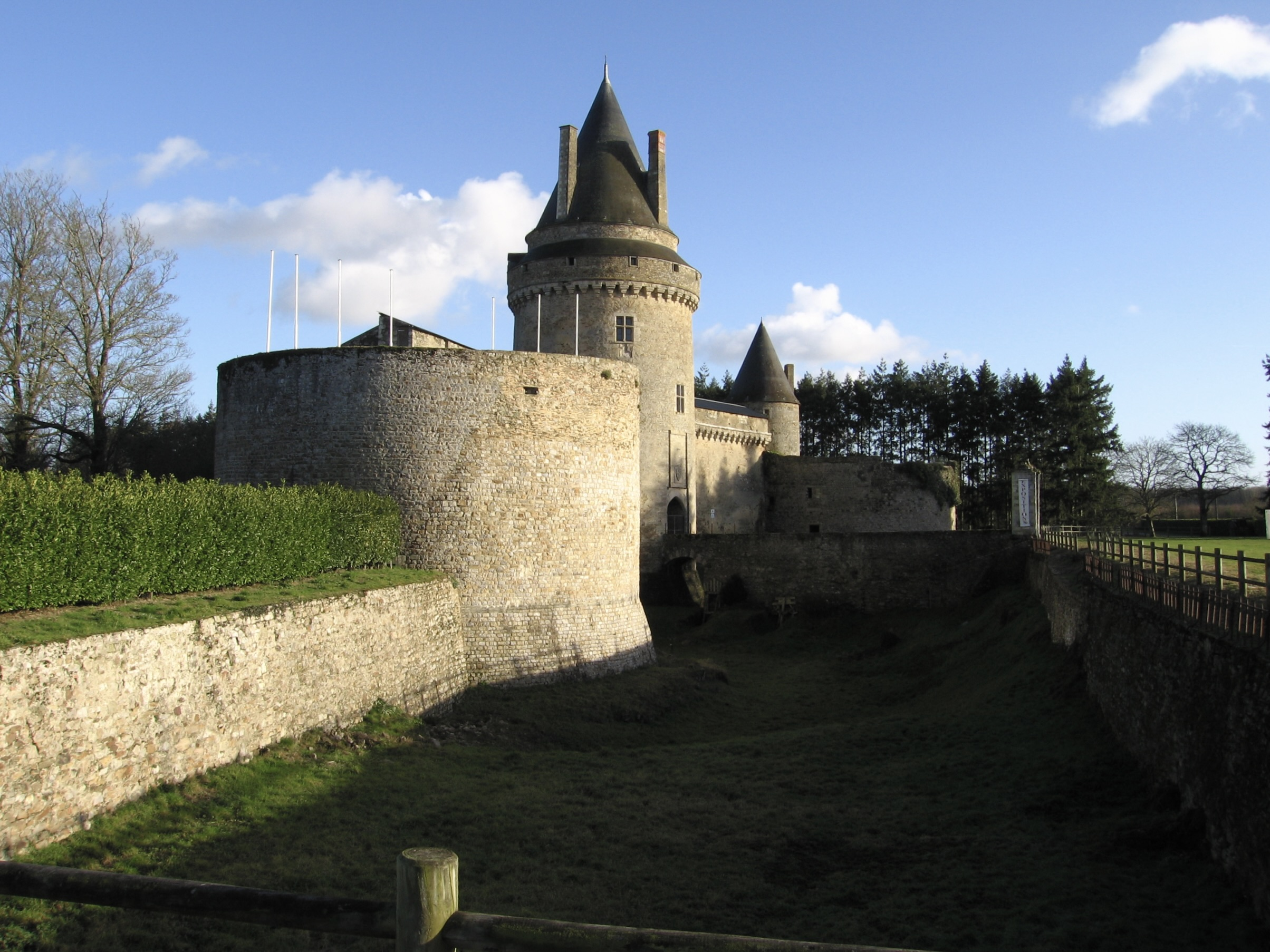
Château de la Groulais à Blain.

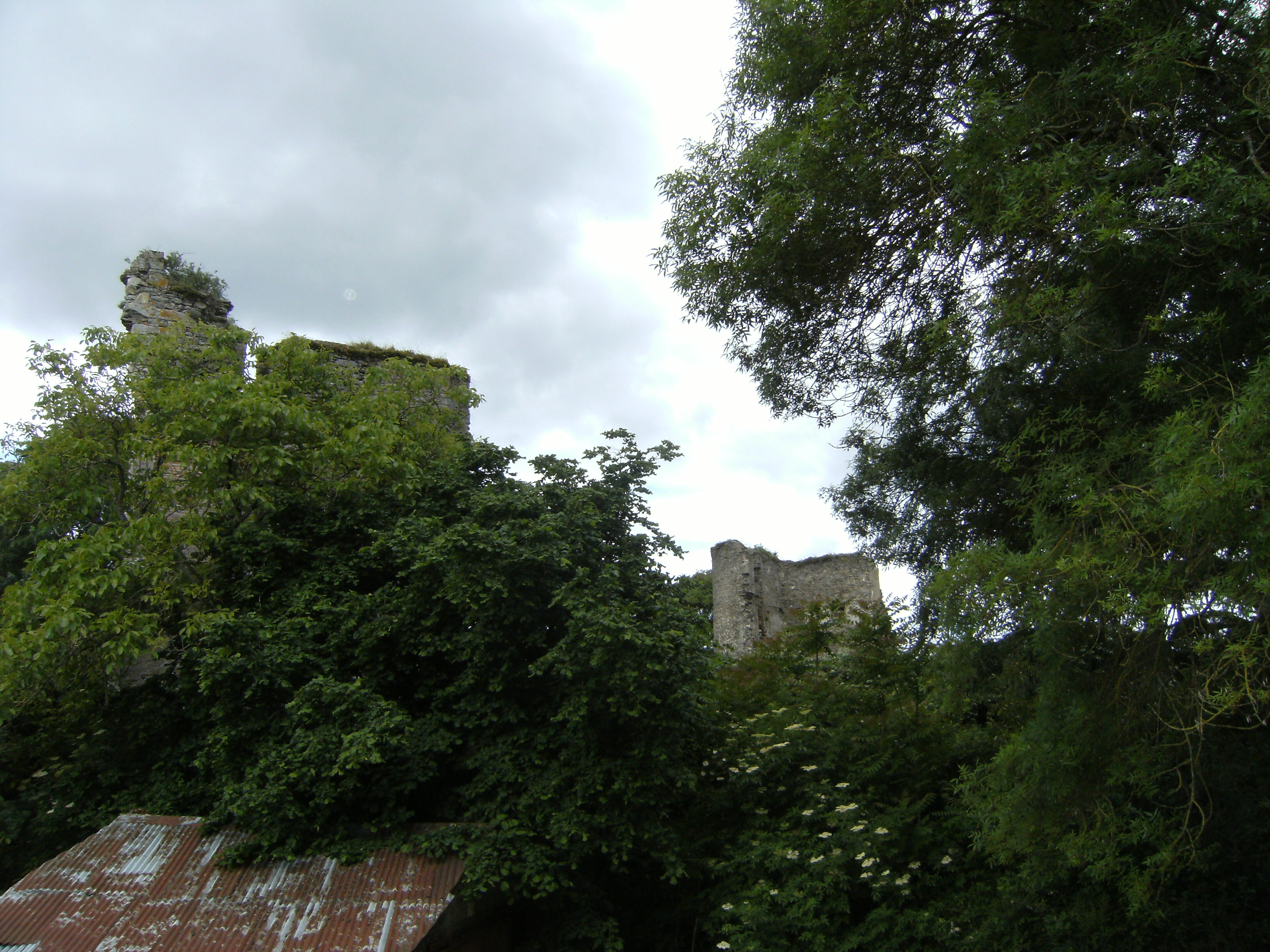
Ruines du château de La Garnache.

En 1578, François Viète paraît six jours en août, trois en septembre et cinq en octobre devant le parlement de Rennes. Son absence lors de la messe du Saint Esprit est très remarquée. L'année suivante, il ne paraît que le 15 octobre pour s'excuser de ses absences.
De toutes les missions, extraordinaires et secrètes que lui confie Henri III à cette époque, une seule fut divulguée pour apaiser la colère de ce parlement et concerne la vente de bois du domaine royal. Peu de choses de cette période de la vie de François Viète sont connues mais aux dires de son éditeur Jamet Mettayer, chacun peut juger qu'il est entièrement occupé par le service de l'État. Ayant pénétré fort avant dans la confiance de Henri III, Viète suit une Cour qui, selon le mot d'Armand Baschet décrivant la vie quotidienne des derniers Valois, ne réside pas mais campe. Viète trouve néanmoins le temps pendant cette période de visiter Catherine de Parthenay dans ses châteaux bretons de Salles et de Blain et de presser les imprimeurs pour hâter l'impression de son premier ouvrage mathématique.
En 1579, celui-ci sort enfin des presses de l'éditeur Jamet Mettayer. Mais après huit ans de travail, François Viète est fort mécontent de l'impression de son Canon mathématique et particulièrement des compléments qui figurent à la suite de cet ouvrage. Ce livre, Des inspections mathématiques, donne les sinus à l'aide de formules et marque un premier pas dans la création du formalisme algébrique. Le livre étant truffé d'erreurs, Viète menace d'en faire détruire tous les exemplaires. C'est pourtant dans ce livre qu'il donne par la méthode d'Archimède et à l'aide d'un polygone à 393 216 côtés (6 × 216) un encadrement rigoureux de {\displaystyle \pi } avec onze chiffres exacts, valeur notée à l'aide de nombres décimaux, dont il est l'un des premiers à montrer l'utilité, et à donner une notation.

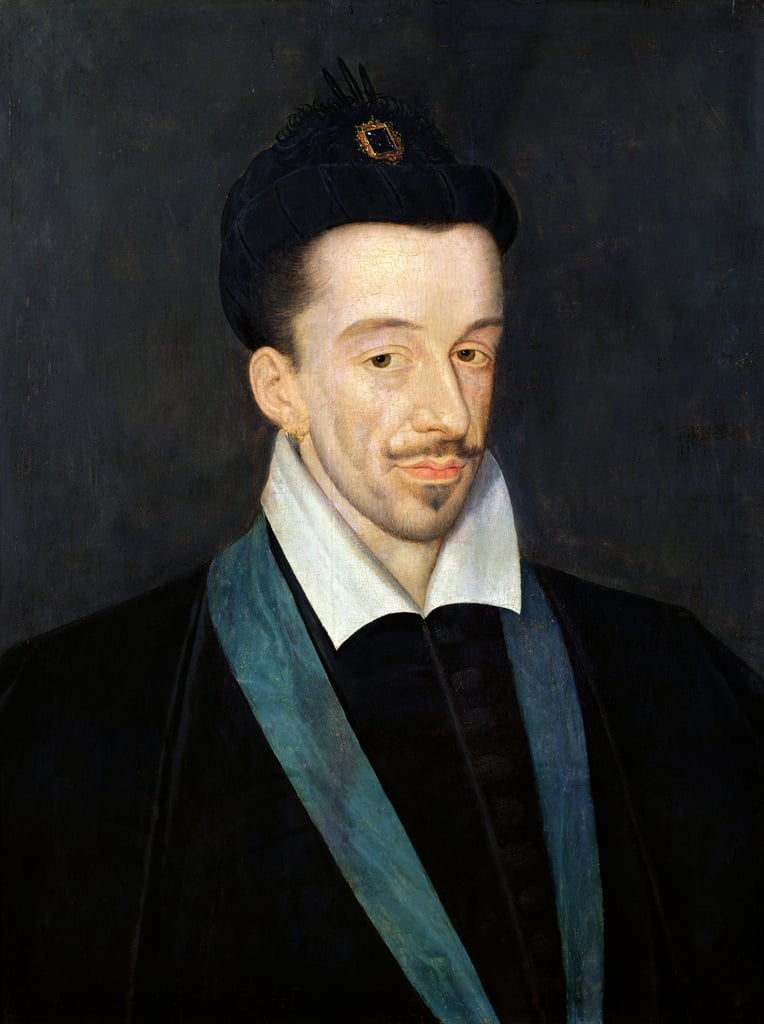
Henri III (roi de France).

Vers la même époque à l'occasion de la paix de Fleix, le duc d'Alençon et Viète obtiennent le règlement du procès opposant le duc de Nemours à Françoise de Rohan, au bénéfice de cette dernière. Les lettres royales datent du 16 novembre 1579. Elles mettent la dame de la Garnache sous la protection de Henri III, qui écrit :

« Nous entendons et ordonnons qu'il ne puisse lui être fait aucun blâme pour raison de ce qui est advenu et nous la déclarons libre de contracter mariage. »

Sa terre du Loudunois élevé en duché, la libération de son fils, 20 000 écus pour celui-ci et l'assurance d'en toucher 50 000 pour la dame de la Garnache mettent un terme à ce procès qui a duré plus de vingt ans. La conclusion de cette affaire, très favorable à Françoise de Rohan, vaut vraisemblablement à Viète la rancune tenace du parti ligueur. Ces lettres patentes seront néanmoins contresignées par le parlement de Paris et la cour des comptes en 1582.
Toujours en 1580, son oncle Barnabé Brisson achète la charge de président à Mortier du parlement de Paris et le 25 mars de la même année, François Viète est autorisé à se défaire de sa charge au Parlement de Bretagne : Henri III le nomme maître des requêtes au parlement de Paris, attaché au service exclusif du roi.

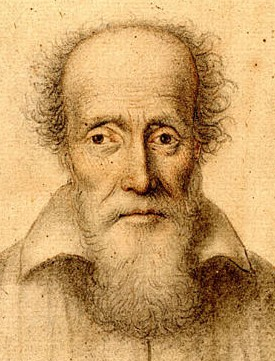
Barnabé Brisson.

À cette époque, les conseillers ordinaires habitent les logis royaux et reçoivent les requêtes des parties pour les mettre sous les yeux du roi. Reçus par le parlement de Paris, qui examine leurs lettres patentes, ainsi que leurs capacités, ils ont rang de conseillers et prennent place immédiatement après le président, avec autorité et voix de délibération sur toutes les affaires du royaume. Ils passent toutefois une grande partie de leur temps à cheval, mandatés par le roi, pour régler telle ou telle affaire urgente dans les provinces, récolter de l'argent, calmer les parlements, acheter des soutiens. Ce sont de véritables missi dominici. Un privilège de poste leur assure des facilités pour obtenir des chevaux frais. Ils ne sont pas récompensés en épices mais en frais de mission, ils ont interdiction de se mêler d'autres affaires que celles du Roy sans son autorisation expresse et dérogation aux ordonnances.
L'année qui suit, Viète doit épauler la dame de la Garnache dans deux affaires, l'une qui l'oppose au poète Nicolas Rapin, alors responsable de la prévôté de Fontenay-le-Comte, ligueur convaincu à cette époque, qui la menace par ce qu'elle protège la religion réformée ; l'autre concernant le fils qu'elle a eu avec le duc de Nemours, qui se prétend toujours duc de Genevoix et qui, meurtrier d'un orfèvre à Paris et ayant résisté aux forces de police venues l'arrêter, a été enfermé au Châtelet (jusqu'au 15 janvier 1585). Deux affaires sordides, qui réclament toutes deux l'intervention du roi de Navarre. De juin à juillet 1581, Viète agrandit de nouveau son hôtel de Fontenay.

### Exil studieux dans le Poitou

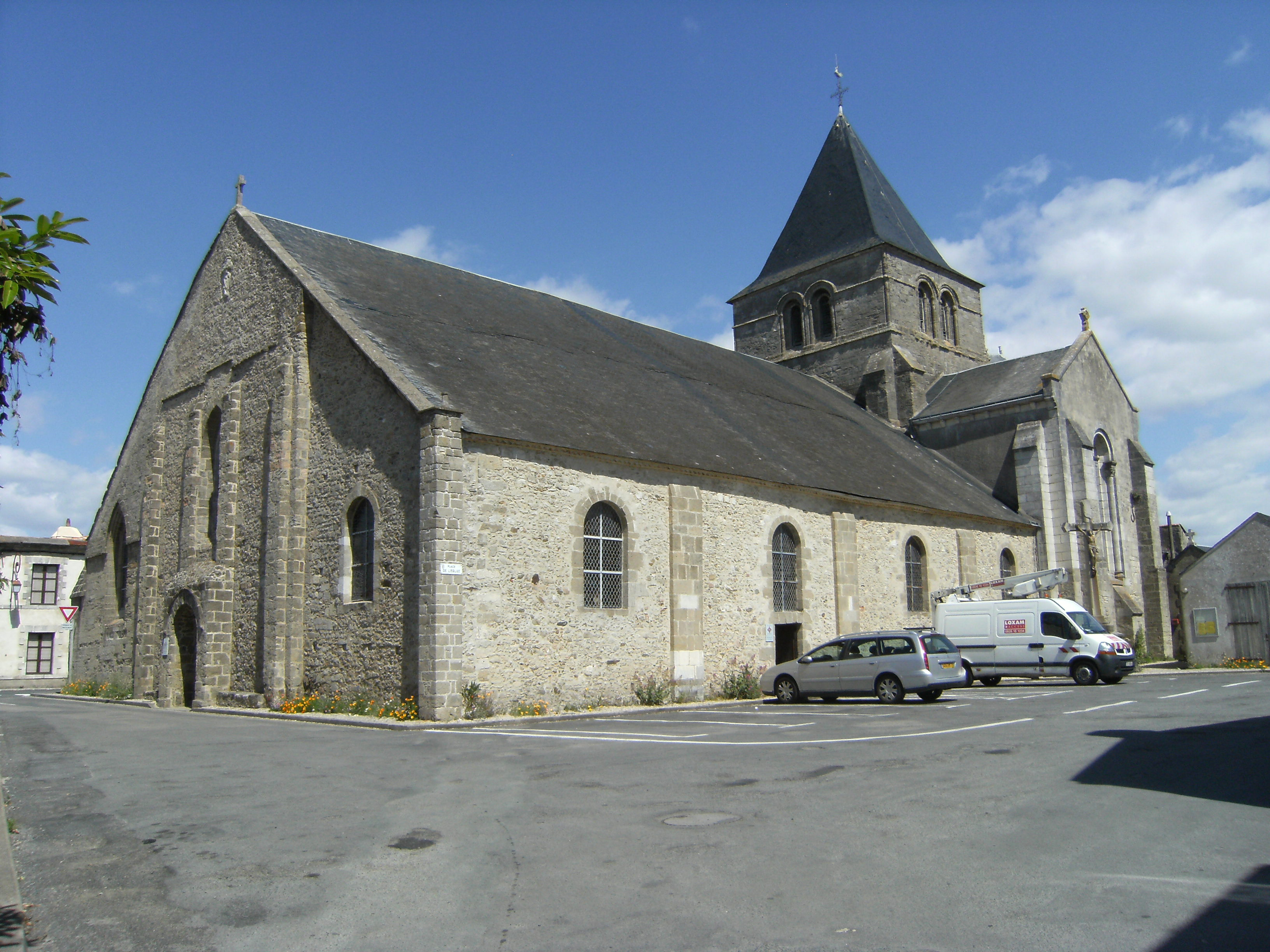
Beauvoir, l'église Saint-Philibert vue de la rue des Halles.

En 1583, Françoise de Rohan accueille dans son château Dom Anthonio, héritier de la maison de Portugal, dépossédé de son royaume par Philippe II. Le roi de France l'arme pour une seconde expédition (malheureuse) aux Açores.
Le 3 novembre 1584, Viète vend à son cousin homonyme sa maison de l'Ardouinière, située à Beauvoir-sur-Mer, rue des Halles au Château. Celui-ci devient receveur des fermes de la dame de la Garnache. Viète demeure alors au château de Françoise de Rohan.
Aux premiers jours de 1585, la Ligue obtient la mise à l’écart des conseillers de Henri III, accusés de sympathie pour la cause protestante, et le roi doit se séparer de François Viète entre janvier et février. Celui-ci se réfugie probablement à Beauvoir-sur-Mer, chez Françoise de Rohan. Henri de Navarre, qui est le neveu de la dame de la Garnache, écrit deux lettres en faveur du protégé des Rohan, afin d'obtenir son retour au service du roi. Dans une lettre, datée de Montauban, le 3 mars 1585, le roi de Navarre écrit :

« II y a quelque temps, qu’à la considération et prière très humble de mon oncle de Rohan et de ma tante la duchesse de Lodunnois, sa sœur, il vous pleust accorder un estat de conseiller et maistre des requestes ordinaire à monsieur François Viette, de l'exercice duquel il a esté discontinué par des considérations que Vostre Majesté pourra entendre. Et d'aultant, Monseigneur, oultre que le dict Viette est personnage très capable, Je l'ay tousjours connu si affectionné aux affaires de mon dict oncle que je supplie très humblement Vostre dicte Majesté, que le dict Vielle soit remis à l'exercice de son dict estat. »

Une seconde lettre, datée de Bergerac, le 26 avril, n’a pas plus d'effet.

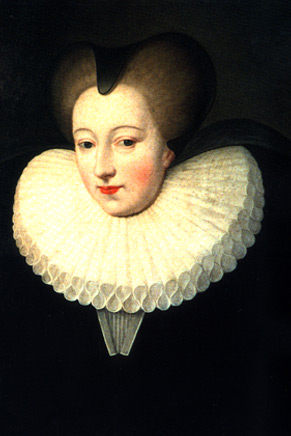
Catherine de Parthenay.

François Viète se retire donc dans le Poitou. Entre Fontenay et Beauvoir-sur-Mer, chez lui ou sur les terres de ses amies. Le 19 juin, le duc de Nemours meurt de la goutte, déliant définitivement la dame de la Garnache de ses vœux. À la fin de l'année 1585, René de Rohan meurt à l'âge de 36 ans et Catherine de Parthenay, veuve pour la seconde fois, quitte son château de Blain, en Bretagne, et se retire au Parc-Soubise avec ses cinq enfants. Le mathématicien anglais Nathanael Tarporley, futur élève et ami d’Harriot, occupe probablement un poste de secrétaire (amanuensis) auprès de François Viète pendant ces années-là et pour une période de deux à trois ans.
« …the rather, now, because i am an gathering up my ruined wittes, » écrit Tarproley à Harriot, « the better to encounter that french Apollon, if it fortune that either his continue or my bouldness effects over conference; tomorow being the day when i am appointed by his printer… »
Le 16 mars 1586, Viète afferme pour cinq ans sa métairie de la Bigotière, mais la même année, le 9 août, Françoise de Rohan, dont le château est investi par les troupes du duc de Mercœur contracte une promesse de mariage avec le capitaine François Le Felle, chevalier de l'ordre du Roi et seigneur de Guébriant, dont on pense qu'il est chargé de commander la garnison catholique occupant le château de Beauvoir et qui l'abandonna peu après pour mettre le siège du château de Blain au nom de Mercœur,. Henri III s'opposa dans l'année à cette mésalliance.
Fin 1586, Françoise de Rohan fait lever sur ses terres la taille royale par le cousin homonyme du mathématicien, François Viette, sieur de Saint-Nicolas. L'année suivante, son fils, le turbulent duc de Genevoix assiège la Garnache, puis Beauvoir et elle supplie Catherine de Médicis de lui envoyer des renforts. Elle n'en reçoit qu'une lettre indignée (en date du 19 février 1587) lui demandant de rembourser la taille royale injustement confisquée. Elle s'enfuit alors à Nantes. Il lui fallut attendre que les troupes du roi Henri IV pacifient le Poitou pour retrouver ses places fortes. Frédéric Ritter affirme que Viète retourne alors sur Fontenay, reconquise en 1587 par les troupes du roi de Navarre. Le mathématicien retrouve son ancienne élève, Catherine de Parthenay, au Parc-Soubise en la paroisse de Mouchamps. Quoique l'époque soit bouleversée, il parvient, pendant ces quatre années de retraite à consacrer une grande partie de son temps aux mathématiques, rédigeant le programme qu’il fixe à l’Art Analytique (analyse spécieuse) ou algèbre nouvelle et avançant sans doute dans la rédaction de ses Zététiques.

### Déchiffreur de deux rois
Le 12 mai 1588, le roi Henri III est chassé de Paris par la journée des barricades. La cour se réfugie à Chartres, puis, devant l'avancée des troupes des ligueurs, à Blois. Les liasses de déchiffrements conservées dans les cinq cents de Colbert à la Bibliothèque Nationale font mention de François Viète, entre 1588 et 1594, comme déchiffreur. On ne sait pour autant à quelle date précise Viète reprend son office de maître des requêtes. Après avoir fait assassiner le duc Henri de Guise, Henri III enjoint aux officiers royaux de se trouver à Tours avant le 15 avril 1589. Viète semble l'un des premiers à répondre à cet appel (s'il n'est pas déjà présent à Chartres). Logé rue Traversayne dans un petit hôtel loué par les soins de son éditeur, Jamet Mettayer qui a également suivi la cour, il y retrouve Pierre Aleaume d'Orléans, qui devient son secrétaire. On connaît le nom d'un de ses valets, Henri Garaud, qu'il emploie dans ses transactions avec ses frères, Nicolas et René, demeurés à Fontenay et y occupant des positions en vue.

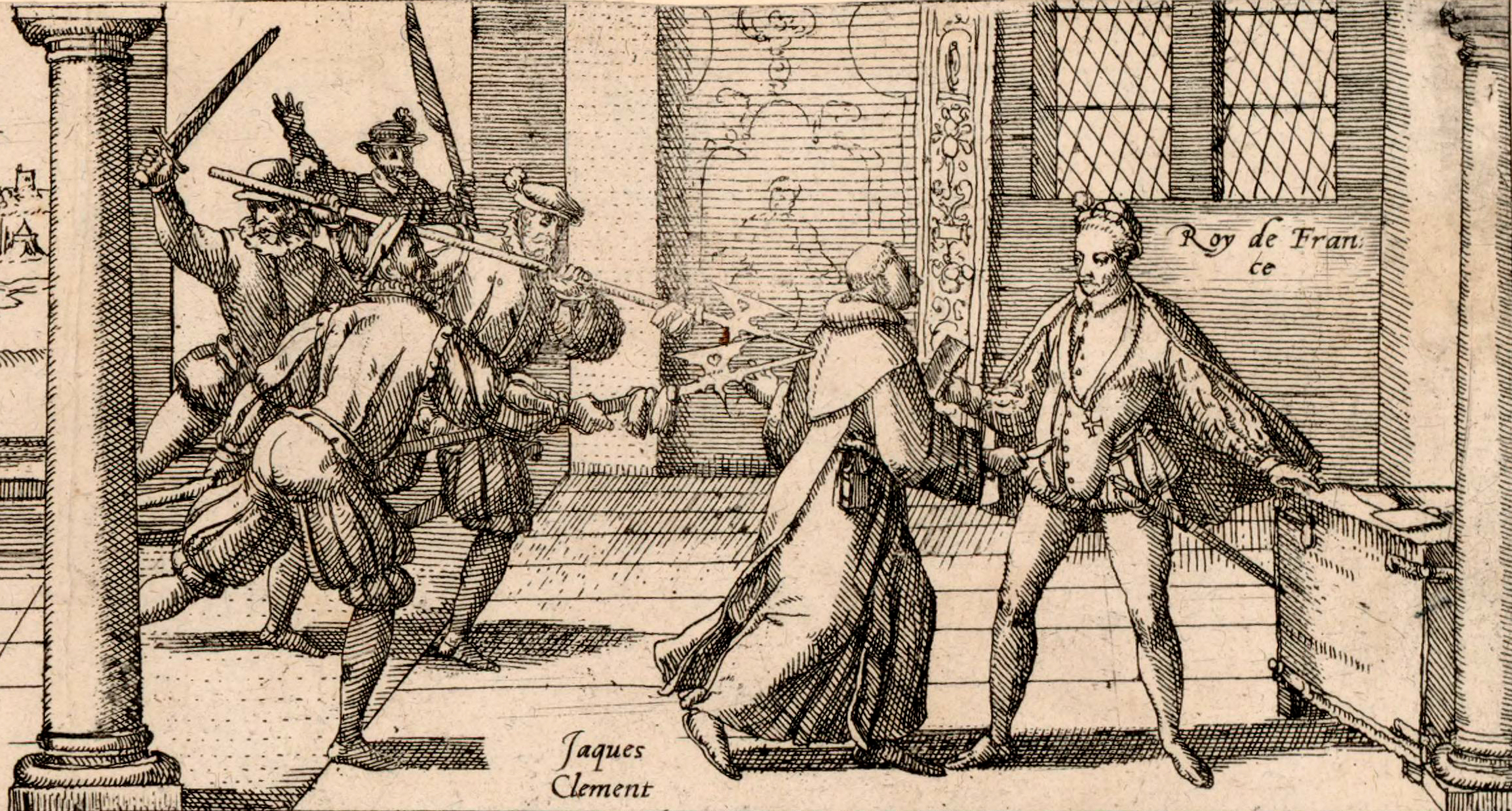
Jacques Clément assassin de Henri III.

La même année, est imprimée à Londres, chez François Bouvier, une édition remaniée du Canon de 1579.
Alors que Viète, demeuré à Tours, déchiffre les dépêches codées des ligueurs et des ennemis du roi, Henri III est assassiné à Saint-Cloud par le moine Jacques Clément. Ce régicide est l'occasion pour Viète de commettre quelques vers latins inédits encore aujourd'hui, désobligeants et grivois contre le duc de Mayenne et sa sœur, la duchesse de Montpensier, soupçonnés d'être les instigateurs de l'assassinat. Parallèlement, il commence la publication de son Isagoge.
Après la mort de Henri III, Viète entre au conseil privé de Henri IV (Grisard doute qu'il fit partie des douze membres du conseil restreint, car la liste qu'en donne Lavisse ne comporte pas son nom). Il est cependant très apprécié du roi, qui admire ses talents mathématiques. En septembre 1589, usant d'analyse statistique et de méthodes qu'il se garde de publier, François Viète parvient à casser les codes des lettres secrètes espagnoles. Ceux-ci employaient une méthode par substitution, comportant de multiples symboles pour noter la même lettre et parfois des symboles nuls, une cinquantaine par lettre, tirés au sort parmi six cents caractères. Le 19 décembre 1589, il fait une apparition à Fontenay, pour la mort de son oncle Nicolas Dupont. La preuve que sa mère est encore en vie est apportée en cette occasion et la signature de François Viète apparaît sur un contrat passé par son frère Nicolas. En 1590, peu de temps après la bataille d'Ivry, Henri IV l'autorise à rendre publique la lettre du commandeur Moreo au roi d'Espagne qu'il a déchiffrée six mois plus tôt. Le contenu des lettres décodées par Viète, révèle que le chef de la Ligue en France, le duc de Mayenne, projette de devenir roi à la place de Henri IV. Cette publication met le duc de Mayenne en position délicate et trouble beaucoup les Espagnols pendant deux ans. Ceux-ci conservent néanmoins leur méthode, persuadés qu'elle n'est pas réellement déchiffrable. Ritter pense que cette publication a favorisé le règlement des guerres de religion.
Le 1er avril de cette même année, François Viète s'entremet auprès du roi Henri pour obtenir aide et soutien en faveur de la Dame de la Garnache contre les exactions d'un prévôt agissant pour le duc de Nevers. Le roi la confirme dans ses titres de duchesse de Loudunois et les troupes royales lui permettent de réintégrer ses châteaux.
Dans une même lettre, il informe le roi de l'arrestation de deux porteurs de messages, Chamin et Perrin, qui ont trahi sa confiance et qu'il fait traduire devant le procureur du roi afin qu'il soit procédé contre eux criminellement.
En 1591, paraît chez Jamet Mettayer, l'ouvrage qui va bouleverser l'algèbre : In artem analyticem isagoge. Cet opuscule est en quelque sorte l'acte de fondation de l'algèbre moderne. Dans sa dédicace à Catherine de Parthenay et à François de Rohan, il en fait le programme d'un art nouveau, entièrement restauré. Pour lui, cette façon de poser les problèmes géométriques doit conduire à la solution de tous les problèmes. Cette publication est immédiatement suivie par celle des cinq livres des Zététiques. En décembre de la même année, Françoise de Rohan meurt à Beauvoir-sur-Mer.

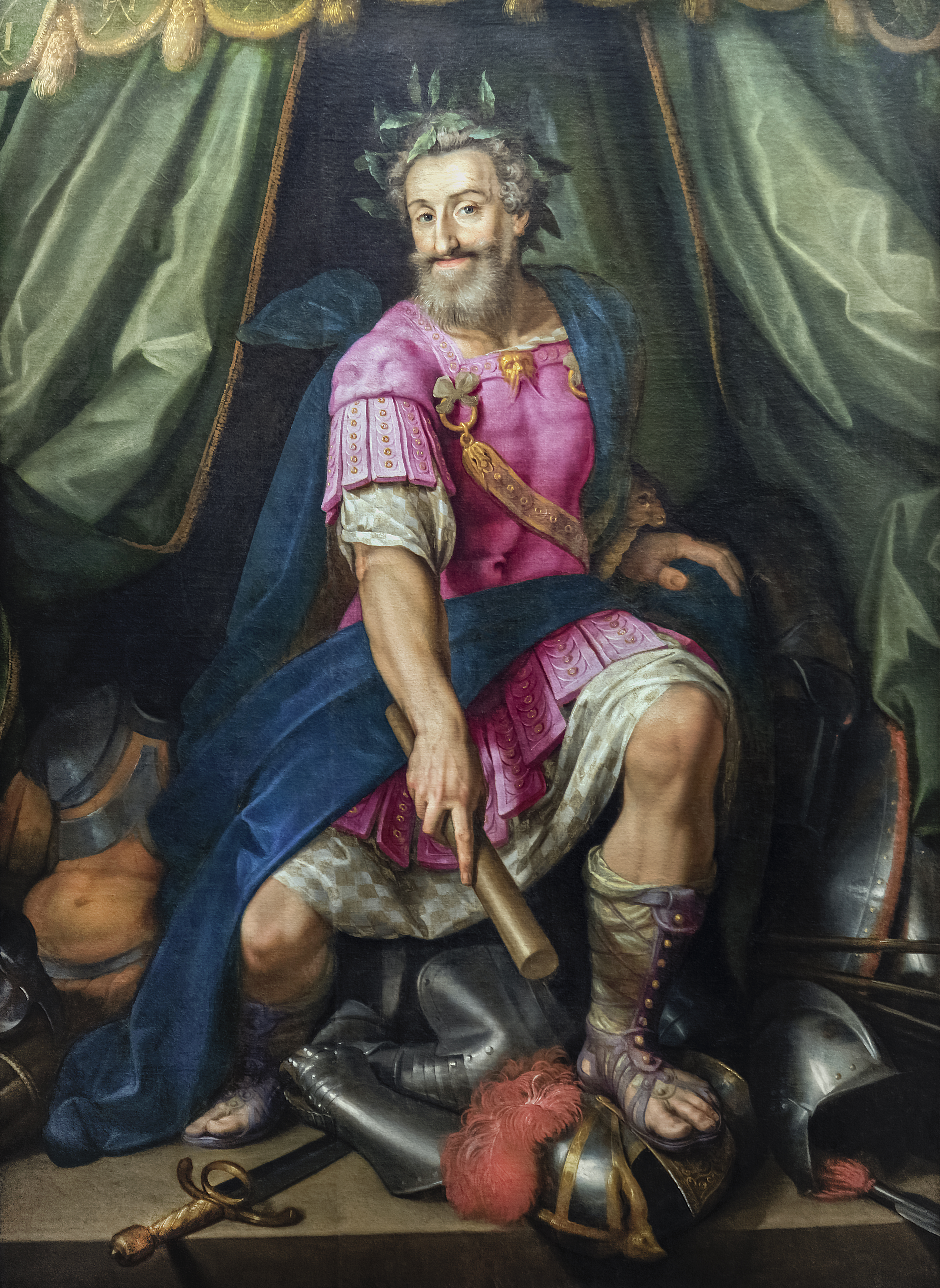
Henri IV (roi de France) vainqueur de la Ligue.

Les traductions des messages secrets reçus à Tours se multiplient et Viète doit s'adjoindre Charles du Lys, un chevalier descendant de la famille de Jeanne d'Arc (par son frère) pour préparer la transcription de ces messages. On compte plus d'une dizaine de liasses de messages par mois, dont certains lui parviennent sans avoir été ouverts. Ils portent essentiellement sur les affaires espagnoles et les prétentions que le roi d'Espagne nourrit de marier sa fille avec le duc-palatin de Deux-Ponts ou quelque prince de sang proche du trône pour proposer l'infante à la succession des Valois. On y trouve encore d'autres lettres, émanant de la Ligue, du duc de Mayenne, du légat du pape ou des ambassadeurs vénitiens.
En 1592, Viète, quoiqu'en conflit avec son propriétaire, l'érudit Nicolas de Nancel, renouvelle son bail, à Tours, et agrandit son logis. Son travail de maître de requêtes se poursuit parallèlement à son emploi de déchiffreur.
En 1593, Catherine de Parthenay le retrouve dans cette ville, où elle donne un bal à l'occasion du retour de Pau de la sœur du Roi, le bal de Madame, qui mêle cavaliers français et béarnais. Cette année-là marque également le début de sa polémique avec l'humaniste protestant Joseph Juste Scaliger. Celui-ci, qui s'est fait un nom dans les lettres à la suite de son père et se réclame de la noblesse italienne sous le nom de Scala, se vante d'avoir résolu le problème de la quadrature du cercle, prétention vaine, qui a déjà couvert de ridicule des mathématiciens plus fameux (dont, quarante ans auparavant, Oronce Fine). Viète en triomphe à de nombreuses reprises les deux années qui suivent,.
À partir de 1594, le mathématicien est chargé exclusivement du décryptage des codes secrets ennemis. Dans deux des lettres de François Viète à Henri IV le mathématicien s'y déclare explicitement interprète et déchiffreur du Roy. À cette époque, il se lie d'amitié avec le conseiller Jean d'Espagnet. Par les confessions de Dominique Baudier à Scaliger, on sait aussi qu'il mène grand train à Tours. Enfin lors d'un dîner copieux, il semble qu'il se soit vanté devant les ambassadeurs vénitiens de décrypter leurs lettres et celles des Espagnols depuis plus de deux ans. Les Espagnols l'apprennent et accusent, à Rome et dans toute l'Europe, le roi de France de l'avoir découvert par le secours du Diable et en faisant usage de la magie, et Viète d'être un nécromant,. Cette prétention fait rire la cour de France. Le Pape, grâce à ses propres cryptographes, ne croit pas les Espagnols.

### La polémique avec Scaliger
Viète, Adrien Romain, et Clavius s'opposent à la résolution de la quadrature du cercle que donne Joseph Juste Scaliger dans son traité Noca Cyclometria. Scaliger poursuit entre 1592 et 1595 plusieurs poèmes destinés à étayer ses thèses. Remplis de considérations littéraires, ces ouvrages, révèlent la totale incompétence de l'érudit en matières mathématiques. Il y affirme entre autres π = {\displaystyle {\sqrt {10}}} [réf. souhaitée], en réalité une approximation déjà connue de Regiomontanus, qui la savait inexacte et en attribuait la provenance aux mathématiciens indiens. Il y affirme aussi détenir les secrets de la duplication du cube et de la trisection de l'angle.

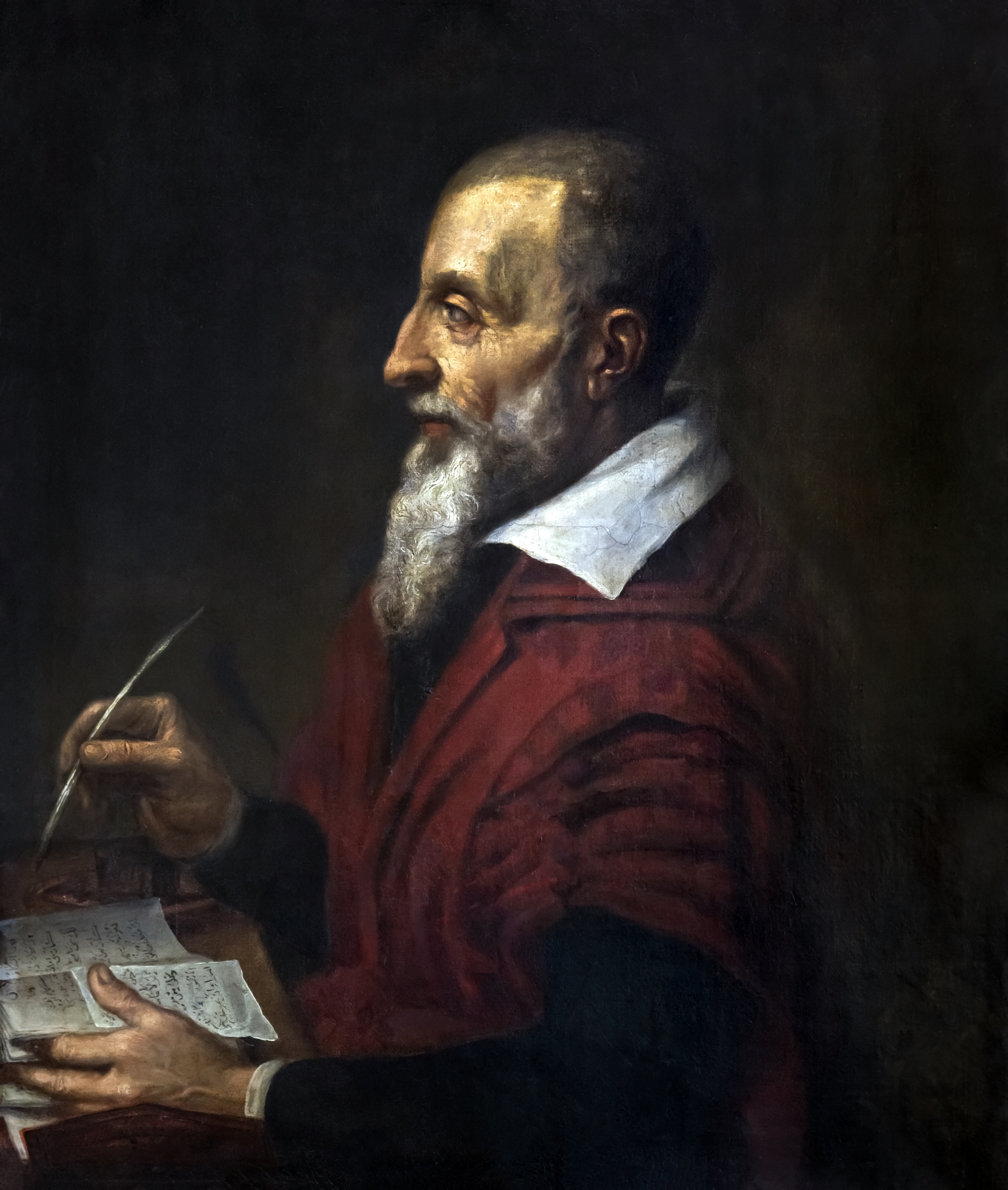
Joseph Juste Scaliger.

Alors qu'il négocie avec l'université de Leyde la succession de l'érudit Juste Lipse puis qu'il dirige celle-là, Scaliger ne veut pas reconnaître ses erreurs et s'enferre dans une stratégie désespérée. Précédé d'une réputation de savant et d'humaniste, il parvient à dissimuler ses erreurs pendant un temps aux yeux des gens ignorant la géométrie. Cazaubon l'applaudit, Dominique Baudier, ou Baudius, alors secrétaire du banquier Scipion Sardini le soutient, tandis que le mathématicien du roi Henri IV, Monantheuil se mure dans le silence et que Jacques-Auguste de Thou se détache peu à peu du « prince des érudits ». Soutenu par une partie des protestants, qui voient en lui leur champion, Scaliger alla jusqu'à tenter de faire interdire (à Genève) l'impression des livres d'Adrien Romain contre sa cyclométrie.
Le 10 juin 1592, Scaliger écrit à Baudier :

« Au reçu de votre lettre voici ce que j'en écris ; j'entends les rumeurs répandues par Thrason (Viète). Il prétend que je cherche à éluder le débat c'est un mensonge. Donnez-lui hardiment un démenti. Et à l'appui je lui enverrai par écrit de ma main mon défi avec promesse en cas de perte de lui payer une somme de 1 000 à 1 200 écus d'or. »

Une dispute doit avoir lieu entre eux à Tours. Viète exige un débat public, un jury d'experts et un renoncement à faire appel de leur jugement.
D'avril à mai 1593, Scaliger écrit à Baudius pour tenter de régler les détails d'une telle rencontre. Dans cette correspondance Scaliger nomme Viète « le moucheron » et défend l'idée que la géométrie se juge d'elle-même. Mais le 21 mai, il est nommé à l'université de Leyde et dès lors, l'humaniste refuse de participer aux disputes publiques prévues à Tours, où il entre avec une troupe d'armes le 23 juin, dit adieu au Roi et quitte la France en juillet sans donner suite à ses promesses.
Ritter assure que Viète maintint ces rencontres, qu'il décrit comme des conférences publiques, où Viète annonce l'incommensurabilité de π (qui ne sera démontrée qu'au XVIIIe siècle). Conseillant aux mathématiciens de ne pas perdre leur temps à vouloir démontrer la quadrature, Viète invoque les mânes de Térence et de Plaute :

« Nous ne comprenons pas comment la terre n'est qu'un point de l'immense espace du ciel ; quant à moi, je m'incline devant le mystère du très haut et je ne cherche pas un nœud sur un jonc. »

Il termine avec sa formule donnant π comme un produit infini, où il croit déceler la preuve que le nombre d'Archimède ne peut être construit à la règle et au compas. Partant de considérations géométriques et au moyen de calculs trigonométriques qu'il maîtrise parfaitement, il sait en effet que :
En date du 10 mai 1593, l'avocat Pierre Daniel d'Orléans, érudit en correspondance avec de nombreux savants et anciennement lié à Scaliger, écrit à Viète une lettre qui vante ces conférences et lui en réclame la publication.

« Je pense que vous serez d'accord avec moi qu'il est de l'intérêt de la science de pas laisser plus longtemps une aussi audacieuse espèce de gens tourmenter avec leurs écrits incendiaires les hommes de bien… »

François Viète consigne cette lettre en tête de publication de son Variorum de rebus mathematicis, publié à Tours chez Mettayer l'année même et qui reprend — selon Ritter — l'exposé de ses conférences (ce point de vue est néanmoins mis en cause par de plus récentes recherches qui doutent que ces conférences aient eu lieu). Ritter mentionne également une citation à comparaître qui laisse présumer que Viète menaçait Scaliger — qu'il nomme ironiquement monsieur de l'Escale, professeur de grammaire — d'un procès pour diffamation.
Le 13 novembre 1593, François et son frère Nicolas hypothèquent par contrat tous leurs biens passés et à venir contre le prêt d'une somme de 2 000 écus. On ignore la destination de cette somme. Ritter la croit pour partie destinée à honorer le contrat avec Scaliger ou les frais de son second mariage. Viète s'est probablement mis en ménage avec sa seconde femme, Julienne Leclerc, dans ces années-là.
En 1594, devenu recteur de l'université de Leyde, Scaliger publie, quant à lui, une cyclométrie nouvelle, où il corrige quelques erreurs relevées par le chevalier Jean Errard de Bar-le-Duc et Ludolph van Ceulen de cette même université de Leyde. En novembre, il en envoie quelques exemplaires à Pierre Pithou, érudit ami de Thou, qui en communique un à Viète.

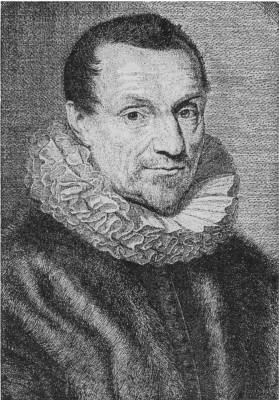
Jacques-Auguste de Thou.

L'année suivante, François Viète publie un Bouclier contre les petites haches de la nouvelle cyclométrie, tiré des impromptus géométriques de Monsieur Viète, œuvre ironique qui conduit Scaliger à déclarer le 4 mai, à Monantheuil :

« J’ai trouvé la quadrature mais je n’ai pas su si bien la démontrer qu’il n'y ait rien à reprendre. »

Cependant, devant Cazaubon, le « prince des érudits » maintint que le périmètre du cercle égale les six cinquièmes de l'hexagone inscrit.
Scaliger publia encore sur le sujet, de Leyde, un opuscule tout aussi infondé mathématiquement : le Mesolabium. Viète lui répondit par un ironique Pseudo Mesolabium édité en 1595.
Adriaan van Roomen et Christophe Clau reprirent alors le flambeau en publiant respectivement in Archimédie circuli Dimensionae contra Josephum Scaligorum… et ces mots d'une dureté inouïe sous la plume de Clavius :

« Voici mon dernier mot : je ne puis aimer des hommes comme vous, payant comme on dit tribut à tous les vices ; je ne puis ne pas détester un homme aussi malhonnête aboyant après tous les gens de biens, après tous ceux de mérite, portant à bout les gens tranquilles. Ni les hommes ni Dieu, dont vous amassez sur votre terre la colère, ne peuvent plus supporter un homme comme vous, menteur, faux mathématicien, infâme, scélérat. »

En comparaison de ces attaques, celles de Viète font preuve d'un grand respect pour l'érudit et l'homme de lettres protestant. Scaliger, après cela, ne dit plus un mot de cyclométrie. Il continua néanmoins à distiller son venin contre Viète, rappelant en 1600 à Jacques-Auguste de Thou, qu'il lui avait appris à écrire son nom, et que son anagramme pouvait se lire

### Problème d'Adrien Romain (Van Roomen)
Du 10 au 15 octobre 1594, Henri IV et son petit conseil sont réunis à Fontainebleau avec de Villeroy et l'ambassadeur des États (de Hollande). Ce dernier, devant qui Henri IV fait étalage de la diversité du génie français, prétend qu'il n'y a pas de mathématicien en France, sous prétexte qu'il n'en figure aucun dans le défi qu’Adrien Romain a lancé aux mathématiciens du monde entier,.
Cette polémique est narrée par Tallemant des Réaux en ces termes (historiette 46) :

« Du temps d'Henri IV, un Hollandais, nommé Adrianus Romanus, savant aux mathématiques, mais non pas tant qu'il croyait, fit un livre où il mit une proposition qu'il donnait à résoudre à tous les mathématiciens de l'Europe ; or, en un endroit de son livre il nommait tous les mathématiciens de l'Europe, et n'en donnait pas un à la France. Il arriva peu de temps après qu'un ambassadeur des États vint trouver le Roi à Fontainebleau. Le Roi prit plaisir à lui en montrer toutes les curiosités, et lui disait les gens excellents qu'il y avait en chaque profession dans son royaume. « Mais, Sire, lui dit l'ambassadeur, vous n'avez point de mathématiciens, car Adrianus Romanus n'en nomme pas un de français dans le catalogue qu'il en fait. -- Si fait, si fait, dit le Roi, j'ai un excellent homme : qu'on m'aille quérir M. Viète. » M. Viète avait suivi le conseil, et était à Fontainebleau ; il vient. L'ambassadeur avait envoyé chercher le livre d'Adrianus Romanus. On montre la proposition à M. Viète, qui se met à une des fenêtres de la galerie où ils étaient alors, et avant que le roi en sortît, il écrivit deux solutions avec du crayon. Le soir il en envoya plusieurs à cet ambassadeur, et ajouta qu'il lui en donneroit tant qu'il lui plairait, car c'était une de ces propositions dont les solutions sont infinies. »

« Ut legi, ut solvi », note François Viète ultérieurement. « Aussitôt lu, aussitôt résolu ».
Le problème d’Adrien Romain que présente l'ambassadeur, et dont Viète donne une solution rapide et plus complète que celle de Ludolph van Ceulen, consiste en la résolution d'une équation de degré 45 dans laquelle le géomètre et maître des requêtes reconnaît le partage d'un arc donné en 45 parts égales. Les exemples que donne Romain à sa résolution l'indiquent clairement. La solution que donne Viète correspond à la corde d'un arc de 8° (soit {\displaystyle {\frac {2\pi }{45}}} rad). Il lui est alors aisé de déterminer par la suite 22 autres solutions positives, les seules admissibles à l'époque, et d'en présenter la liste le lendemain à l'ambassadeur.
Quand, en 1595, Viète publie sa réponse à Adrien Romain, sous le titre Ad problema quod omnibus mathematicis totius orbis construendum proposuit Adrianus Romanus, Francisci Vietae responsum. Paris, Mettayer, 1595, in 4, 16 fol, il propose en retour au mathématicien belge une autre énigme : la résolution à la règle et au compas du problème des contacts ou problème d’Apollonius de Perga dont la solution s'est perdue depuis l'Antiquité et que Regiomontanus a pu résoudre par l'algèbre, mais sans donner de construction géométrique. C'est le dernier problème d'un traité perdu d'Apollonius, à savoir trouver un cercle tangent à trois cercles donnés. Dans ses mémoires, Adrien Romain affirme l'avoir résolu en aussi peu de temps que Viète a résolu le sien, c'est-à-dire dès réception. Toutefois, sa solution passe par la construction de l'intersection de deux hyperboles, ce qui ne respecte pas les contraintes de construction à la règle et au compas imposées par Euclide. Van Roomen dit de Viète à cette occasion :

« […] un homme éminent, un véritable mathématicien qui ne se laisse pas chatouiller par cet aiguillon de la gloire qui fait perdre la tête à tant d'autres : c'est un Français, nommé François Viète, conseiller du Roi et maître des requêtes au Parlement. Ne pouvant souffrir, comme il dit lui-même, qu'un Belge ou un Romain lui ravit sa gloire, il répondit surabondamment à mon défi par un traité d'une remarquable érudition. »

François Viète publie sa propre solution en 1600, dans l’Apollonius gallus.

Il lui écrit : 

Un des problèmes d'Apollonius.

« Éminent Adrien, tant qu'on touche le cercle par des hyperboles, on ne le touche pas finement. »

À quoi, le professeur de Wurtzbourg demande à des juges italiens, dont on ignore le jugement, de trancher. Selon ses propres mots :

« […] comme nous sommes tous des hommes […], j'ai voulu choisir un juge […] qui ne penchât pour aucune des parties en cause. La lutte étant ouverte entre un Français et un Belge, j'ai récusé tous les juges pris dans ces deux nations, et c'est vous, qui résidez dans cette ville [Rome] où siège le juge suprême de l'univers, c'est vous que j'ai voulu prendre pour arbitre : je vous offre donc ma réponse : examinez-la, et s'il vous convient de vous adjoindre des juges comme Christophe Clavius de la Société de Jésus, Jean Antoine Magin, l'illustre marquis de Monti, ou tels autres que vous voudrez, usez-en à votre discrétion : j'attendrai votre sentence et je m'y soumettrai en toute humilité. »

De Thou, Tallemant des Réaux, Ritter et plus succinctement Bosmans racontent qu'Adrien Romain abandonna Wurtzbourg dès réception de la solution de Viète (vers 1597, avant sa publication) pour se rendre aussitôt à Paris, puis à Fontenay-le-Comte, où Viète résidait alors. Adrien Romain demeura six semaines avec Viète, qui l'initia aux méthodes de l'algèbre nouvelle. Les deux hommes étant devenus amis, Viète fit raccompagner Romain à la frontière et le défraya de ses dépenses.
La résolution du problème de Romain (ou Roomen) et la restauration du traité perdu d'Apollonius ont en effet un retentissement presque immédiat en Europe. Elles valent à Viète l'admiration de nombreux mathématiciens à travers les siècles. Pour le problème des contacts, il reconnaît que le nombre de solutions dépend de la position relative des trois cercles et expose les dix situations résultantes mais ne traite pas des cas particuliers (cercles confondus, tangents entre eux, etc.). Descartes compléta en 1643 le théorème des trois cercles d'Apollonius, aboutissant à une équation quadratique de 87 termes dont chacun est un produit de six facteurs (ce qui rend la construction effective humainement impossible par ce biais),. Pierre de Fermat étendit aux sphères la formule donnée par Descartes et enfin, Frederick Soddy (1936) en donna de superbes illustrations,.

### Notaires, tabellions et garde-notes
Épuisé par son travail de maître de requêtes et déchiffreur, Viète obtient du roi quelques loisirs en 1597. L'occasion s'en présente lorsqu’éclate la rébellion des notaires : les Suisses mercenaires qui se battent au côté des armées de Henri IV réclament depuis des années le paiement de leurs gages. Ils menacent de changer d'alliance et pour satisfaire leurs exigences, le roi et son conseil décident d'un nouvel impôt. Celui-ci prend pour cible les notaires, auquel un édit du 12 mai 1597 ordonne de remettre leur charge contre remboursement afin d'en répartir aux enchères les nouveaux privilèges, devenus héréditaires et unifiés.
Les notaires refusent ce qu'ils considèrent comme une spoliation et refusent de produire les actes d'achat de leurs charges. Les autres officiers royaux se solidarisent avec eux et les commissaires nommés par Henri IV sous la direction de Monsieur Audouyn de Montherbu se voient dans l'incapacité de faire appliquer l'édit royal.
Une nouvelle mouture, décidée en novembre 1597 et qui se limite à taxer les charges pour leur conférer un caractère unique et héréditaire ne connaît pas plus de succès. Il fallut que le roi et son conseil donnent licence aux commissaires de taxer ces charges selon leur convenance pour qu'enfin cet impôt, qui trouva son aboutissement dans la paulette, voie le jour et permette à l'État d'honorer ses dettes envers les Suisses.
François Viète est le commissaire nommé par Henri IV pour faire rentrer dans l'ordre les notaires du Poitou, de La Rochelle et de Lusignan. Il s'en acquitte de 1597 à 1599, profitant de ce congé pour rétablir sa santé déjà chancelante. Accompagné d'un huissier et d'un clerc de notaire parisien, il loge alors à Fontenay-le Comte, où il a la douleur de perdre ses sœurs Jeanne (1595) et Julienne (1597) et de partager leurs biens avec ses deux frères et leurs héritiers. Dans la même période (1596), il cède une maison et le fermage de ses terres de Fontenay à son frère Nicolas en remboursement de ce qu'il doit, contre une rente de 40 écus l'an.
Ces actes nous donnent l'occasion de connaître sa signature.
Par ailleurs, il ne semble pas s'être entremis dans le procès qui oppose en 1598 son ancienne élève, Catherine de Parthenay, au chevalier De Goust, qu'elle accuse d'avoir ruiné son château de Blain.

### Dernières publications mathématiques

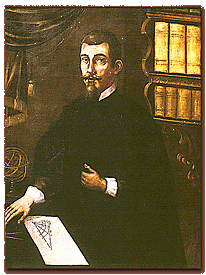
Marin Ghetaldi dans le palais du recteur de la république de Raguse.

En 1600, le mathématicien ragusien Ghetaldi le rencontre à Paris et Viète lui communique quelques-uns de ses ouvrages, dont son Harmonicon Celeste. Ghetaldi publie chez David Leclerc l’Apollonius Gallus et le De Numerosa Potestum. Une lettre de la main du Ragusien, datée du 15 février, et destinée à son maître, Michel Coignet donne de Viète l'image d'un homme complaisant et généreux :

« Votre seigneurie sait le désir que j'avais de connaître M. Viète, depuis que j'ai vu quelques-uns de ses ouvrages. Cela a été cause que, me trouvant à Paris pour d'autres affaires personnelles, j'ai voulu, avant de partir pour l'Italie, lui faire visite. Sa connaissance m'a prouvé qu'il était non moins affable que savant. Non seulement il m'a montré beaucoup de ses ouvrages encore inédits, mais il me les a confiés, afin que je les visse dans ma maison et à ma commodité… comme je le priais instamment de le publier, il commença à s'excuser, disant qu'il ne le pouvait faire, et n'avait pas la commodité de pouvoir le revoir et le polir. Et véritablement il est plus empêché la grande partie du temps dans les affaires de S. M. très-chrétienne, étant du conseil d'État et maître des Requêtes. »

La lettre qui ouvre l’Apolonius Gallus et tutoie Viète semble également dans cet esprit.

« J’ai beaucoup de raisons de t'admirer, illustre ami, car tu vis la plupart du temps dans le monde des lois et des affaires publiques et cependant tu es habile et doué pour tout ce qui touche aux sciences, et surtout par cette connaissance du jugement qui d’autre part t’as permis de t’élever dans la connaissance et l’étude des mathématiques… Je considère comme un honneur d’obtenir de toi qui es perpétuellement en relation avec les affaires politiques et les affaires publiques de par les ordres du roi, que communiques avec ceux qui désirent s’instruire. »

La même année, ses secrétaires Pierre Aleaume et Charles Du Lys acceptent la mission de traduire en français les œuvres de leur maître. Henri IV confère à Jamet Mettayer un privilège exceptionnel pour la publication de cette œuvre, que l'imprimeur dit avoir payée, mais qui ne verra, hélas, jamais le jour.

### Affaire du calendrier
En 1582, le pape Grégoire XIII avait demandé par la bulle Inter Gravissimas aux rois catholiques de passer du calendrier julien au calendrier actuel ou grégorien. Cette réforme avait été préparée avec soin, mais il y manquait une explication. Les calculs du médecin calabrais Aloysius Lillius ou Giglio, avaient été repris après son décès par le conseiller scientifique des papes, Christopher Clavius. Dès le début de ces travaux, Scaliger et Michael Maestlin, deux protestants, avaient attaqué le calendrier nouveau style mais leurs critiques avaient été aisément rejetées par le mathématicien romain.

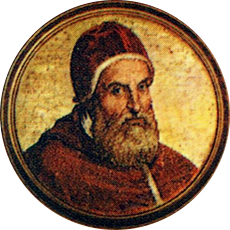
Clément VIII.

À partir de 1593 (Huitième Livre des réponses sur diverses questions mathématiques) et jusqu'à sa mort, Viète prend la plume à son tour et critique sévèrement l'interprétation de Clavius. En 1600, il forme un calendrier parallèle à celui de l'église romaine, qu’il fait imprimer et qu'il communique au neveu du Pape Clément VIII, le cardinal Aldobrandini, lors de son passage à Lyon, comme négociateur entre Henri IV et le duc de Savoie, lui adjoignant le texte de la bulle Inter Gravissimas, et retrouvant à cette occasion les caractères mêmes de l'impression qu'en avait fait Jacques Kerver en 1583. Parallèlement, il saisit la congrégation chargée de réformer le calendrier. Clavius, qui préside cette congrégation, écarte sans y prêter attention ses critiques et ce nouveau calendrier. Mais Théodose de Perpino, un des élèves du jésuite de Bamberg, s'insurge au nom de la compagnie de Jésus que Viète ait fait circuler un calendrier perpétuel imitant le calendrier officiel.
Se voyant méprisé par son adversaire, Viète accuse alors Clavius, dans une série de pamphlets dont l’Adversus C. Clavium expostulatio (fin 1602), d'introduire des corrections et des jours intercalaires de façon arbitraire, et de s’être mépris sur la signification des travaux de son devancier (Giglio), notamment dans le calcul du cycle lunaire. Viète est particulièrement étonné que, certaines années, la date de Pâques du nouveau calendrier ne respecte pas les consignes données par les pères de l'église lors du concile de Nicée.
Dans cet ouvrage, le dernier qu'il publie, il se montre d'une rare violence contre son adversaire. Ainsi, il écrit dans son réquisitoire de 1602 :

« Personne ne peut être juge ni juger sa propre cause, ce n'est pas ainsi qu'on procède en justice… J'ai démontré que vous êtes un faux mathématicien et un faux théologien… toutes vos fanfaronnades sont sans aucune valeur… Vous vous moquez du Souverain Pontife, allant comme un âne devant la paille. »

Viète eut sans doute tort de s'attaquer à ce privilège des papes. A-t-il cru qu'il pouvait devenir le « roi du temps » comme l'affirme Jean Dhombres ? Son calendrier, étudié par l'érudit autrichien Ferdinand Kaltenbrunner, est une composition mathématique qui ne semble avoir en réalité d'autre but que de démasquer Clavius.
Il est vrai que Viète tenait Clavius en piètre estime :

« Il disoit, que Clavius étoit très-propre à expliquer les principes des mathématiques, & à faire entendre avec beaucoup de clarté, ce que les auteurs avoient inventé, & écrit en différens traité avec beaucoup d'obscurité : Qu'à l'égard de sa science il écrivoit de manière à faire croire qu'il ne venoit que d'apprendre ce qu'il mettoit sur le papier : Qu'on n'y trouvoit rien de lui : Qu'il se contentoit de copier les auteurs, qui avoient écrit avant lui, & d'ordinaire sans les citer, ensorte que ses ouvrages n'avoient d'autre utilité que de rassembler dans un meilleur ordre ce qui se trouvoit dispersé & confondu dans d'autres écrits : Que cependant il falloit avoüer qu'il rendoit si clair & si intelligible ce qu'il y avoit d'obscur dans ces ouvrages, qu'on pouvoit dire qu'il se les rendoit propres. »

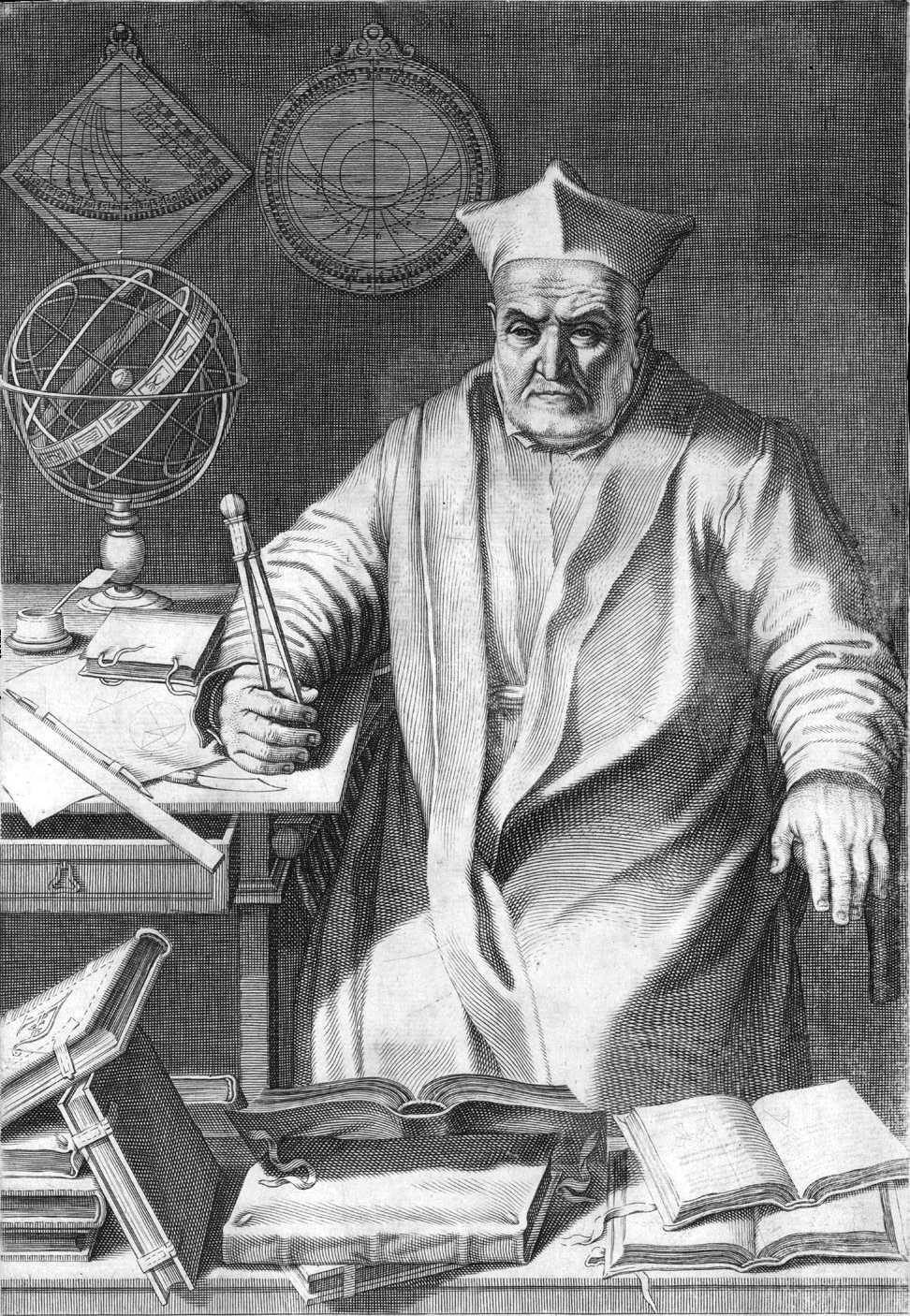
Christophorus Clavius.

Focalisé sur l'idée toute pythagoricienne que 19 ans solaires correspondent à 20 années lunaires (peu s'en faut), et persuadé que le très haut l'avait voulu ainsi, Viète produit alors un calendrier pseudo-Grégorien d'une régularité (sur 3400 ans) que n'a pas celui du mathématicien des papes. Les Coperniciens, qu'il cite dans ses récriminations contre le jésuite de Bamberg savent pourtant dès cette époque qu'une telle période voisine plutôt les 3 424 ans... En mars 1603, Clavius lui répond enfin dans son Explicatio. Il le fait avec beaucoup de respect, rendant hommage à l'intelligence de Viète. Il le prie néanmoins de ne plus l'importuner. Dans son bref paru le même jour, et justifiant les calculs de la commission chargée de peaufiner la réforme, Clément VIII se montre bien plus sévère et dénonce la prétention d'un certain François Viète de produire un calendrier perpétuel plus parfait que celui de l'église apostolique et romaine. Ignorent-ils que Viète est mort deux semaines plus tôt, à Paris ?

### Une fin précoce
Dans les dernières années de sa vie, Viète fut attaqué dans un pamphlet par son ancien amanuensis Tarporley, devenu l'élève d'Harriot sous le nom de plume de Poltrey ou Poulterey. Toute trace de ce pamphlet semble avoir disparu depuis la mention qu'en a fait Anthony H. Wood. Selon certains témoignages, l'apparition de Tarporley dans la vie de François Viète daterait seulement de ces dernières années. Le recteur de Syon se serait-il déguisé sous le nom de Poltrey pour lui servir de scribe ? Cela paraît peu vraisemblable.
Malade, et épuisé par le travail, Viète s'est dégagé du service du roi et le 14 décembre 1602, une lettre de Henri IV au chancelier de Pomponne de Bellièvre ordonne qu'on lui verse le solde de son compte. La résiliation de ses charges lui permet de toucher 20 000 écus (ou mille écus d'or) qu'on trouve à son chevet, après sa mort. Il cède sa terre de la Bigotière à sa fille Jeanne, qui en devient la dame. Une partie de ses manuscrits tombent en la possession de  son ami d'Espagnet, une autre revient vraisemblablement à Pierre Aleaume.

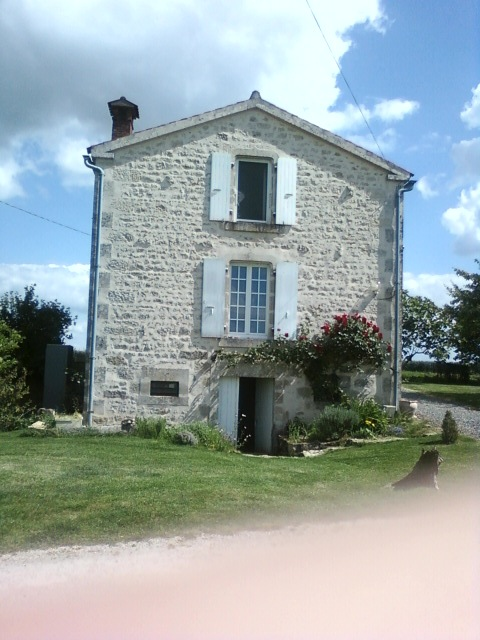
La Bigotière à Foussais-Payré.

Hugues de Salins affirme à ce propos :

« Il ne mourut pas subitement mais d'une de ces affections impitoyables résultant de ceux-ci des travaux qui le minait depuis plusieurs années… Quelques jours avant sa mort, il sentit sa fin prochaine ; il avait écrit – d'une main ferme et assurée – à Monsieur de Rosny (alias Sully) sur le déchiffrement des écritures secrètes…[réf. nécessaire] »

Ce dernier mémoire sur les questions de cryptographie rend caduques toutes les méthodes de chiffrement de l'époque.
Hugues de Salins ajoute :

« Estant fort malade, le président Dolet le pria de se confesser à un prestre, et luy remonstra que s'il mouroit sans cela, sa fille ne trouveroit pas de party, comme fille d'un athée. Ce qui le fit resoudre à se confesser. Pour le medecin, il dit qu'il n'en vouloit point, si ce n'estoit Duret, à la charge qu'en ses visites, il l'entretiendroit de mathematiques, esquelles on disait qu'il estoit sçavant. »

Viète meurt le 23 février 1603, laissant au monde deux filles : Suzanne, à peine nubile[réf. nécessaire], née de Julienne Leclerc, fille d'un conseiller au parlement de Paris et épouse légitime de Viète, et Jeanne, son aînée, née de Barbe Cottereau et déjà mariée. La première, Suzanne, meurt en janvier 1618, à Paris. La seconde a épousé un conseiller du Parlement de Bretagne, Jean Gabriau, et était encore vivante en 1628.

Blason de François Viète, mathématicien, après la publication de la lettre du commandeur Moréo.

Le mathématicien écossais Alexander Anderson, que Pierre et Jacques Aleaume chargent d'éditer le reliquat des manuscrits de Viète, affirme que la mort de son maître fut une grande perte et il écrit à ce propos : « præcepti & immaturo Autoris fato (nobis certe iniquissimo). »
Les portraits qu'on a de lui sont des créations du XVIIe siècle, dues à Daniel Rabel, peut-être d'après des dessins de son père Jean Rabel, peintre officiel à la cour de France et décédé quelques jours après le mathématicien. Ils ont été repris et gravés au XIXe siècle (vers 1860) par Charles Meryon. Un buste du mathématicien fut réalisé au XIXe siècle (vers 1860) par Hippolyte Maindron ; une statue du sculpteur Camille Crenier fut proposé pour Fontenay-le-Comte par l'architecte Jean Libaudière mais la guerre en 1914 retarda le projet avant qu'il soit abandonné.
François Viète, anobli par sa fonction de maître de requêtes, possède deux blasons, dont l'un accompagne l'édition de ses œuvres mathématiques : d'argent au chevron d'azur accosté de six étoiles d'or accompagné en chef d'un soleil d'or et en pointe d'un lys de jardin arrosé par une main dextre issant d'une nuée au côté sénestre du chevron en souvenir des services rendus au Roi, particulièrement par le déchiffrement des lettres espagnoles.
Dans de nombreux ouvrages, le sieur de la Bigotière est cité comme maître des requêtes de la reine Marguerite ; ce titre semble l'effet d'une confusion qu'on retrouve chez Jean-Baptiste Delambre, et avant lui, chez Jean Baptiste Ladvocat (1764), Jean-Joseph Expilly et Pierre de L'Estoile.
Les documents déposés par Frédéric Ritter sur François Viète sont conservés aux Archives nationales sous la cote 106 AP.

### Question du protestantisme
Les préoccupations de Viète en matière religieuse sont rares dans son œuvre ; on retrouve des invocations au Très Haut et à l'Être Suprême dans sa dédicace à l'Isagoge et dans ses attaques contre Scaliger ; elles se manifestent aussi dans ses stances à la mémoire d'Henri III et surtout dans les dernières années de sa vie lorsqu'il exhorte Clavius à respecter les principes des pères de l'Église. Longtemps considéré comme protestant,, parfois comme un catholique zélé, et enfin comme un indifférent, le mathématicien résiste à la nomenclature et parvint si bien à brouiller les pistes qu'on ignore encore aujourd'hui ses convictions en matière religieuse.

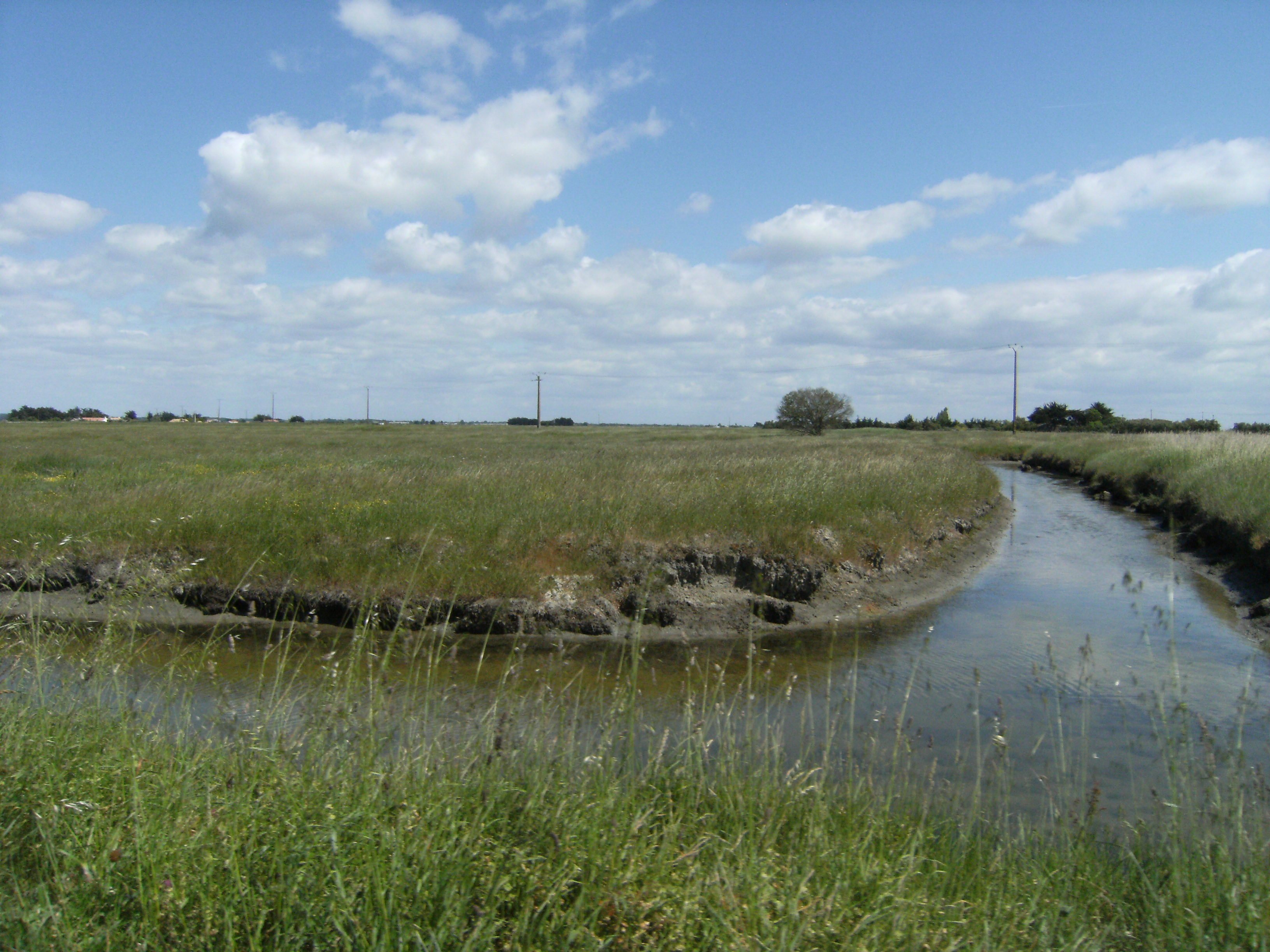
Marais de l'île de Mons, vue de l'étier de l'Ampan.

Viète a été accusé de protestantisme par les ligueurs ; mais il n'existe pas de témoignage certain qu'il fût huguenot. Son père s'est converti, et sans doute une bonne part de sa famille proche, mais parmi ses neveux, et ses cousins, on compte autant de protestants que de catholiques. Dans la dédicace de son Isagoge (rédigée en 1591 dans les marais de l'île de Mons), il rend grâce à Catherine de Parthenay et à Françoise de Rohan de l'avoir sauvé de certains périls, qu'il ne précise pas, et rend hommage à la foi de sa protectrice avec fougue, ce qui a accrédité la thèse de sa conversion. Était-il indifférent en matière religieuse ? Certaines invocations au Très Haut (contre Scaliger, en face de Clavius) laissent penser que non. Il semble toutefois qu'il n'ait pas adopté la foi calviniste des Parthenay, ni celle de ses autres protecteurs, les Rohan. Ou alors, fort brièvement. Sa nomination au parlement de Rennes l'atteste : lors de sa réception en tant que membre de la cour bretonne, le 6 avril 1574, il lit en public une profession de foi catholique (ce à quoi n'aurait pas consenti un huguenot, sinon peut-être - comme Henri IV - sous la menace).
Néanmoins, Viète a défendu toute sa vie le parti des protestants et subi, en retour, les foudres de la Ligue catholique. Cela n'est nullement contradictoire avec un certain attachement à Rome. De nombreux catholiques, modérés ou gallicans, étaient dans son cas et les Ligueurs les détestaient encore davantage que les réformés. Il semble que pour Viète, comme pour Jacques-Auguste De Thou, Pierre Pithou ou le cardinal de Perron, la stabilité de l'État dut être préservée avant tout et qu'au regard de cette exigence, la religion du Roi n'eut pas d'importance. On le classe donc d'ordinaire parmi les « politiques », mouvement qui trouve ses racines dans la prudence de Michel de l'Hospital.
Pour aller plus loin, on a vu qu'à l'article de sa mort, il ne souhaitait pas se confesser et que le président Dolet l'en aurait convaincu, arguant que sa plus jeune fille ne trouverait aucun parti s'il refusait les sacrements de l'Église. La question de savoir si Viète était athée fut un temps débattue. Athée ? Le mot n'avait guère de sens à l'époque et l'accusation d'athéisme était lourde de conséquence ; elle envoyait au bûcher ou à la potence. Seuls quelques esprits forts de l'entourage du neuvième comte de Northumberland et de Walter Raleigh, dont le mathématicien Thomas Harriot faisait partie, furent notoirement désignés comme athées ; et, même dans leur cas, cela ne semble guère justifié.

## Le sens d'une œuvre

### Une œuvre multiple

Triangle sphérique obliquangle.

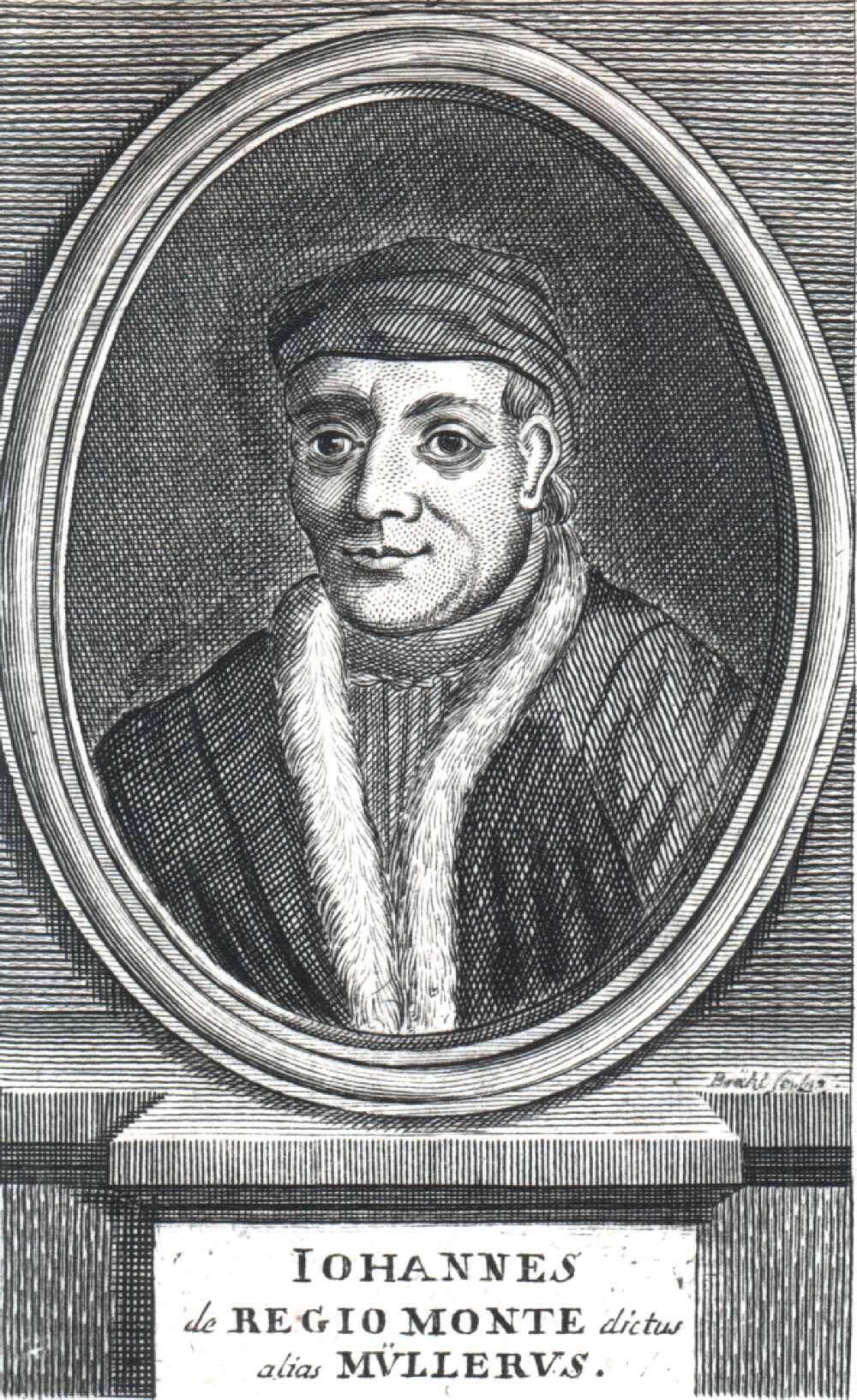
Regiomontanus.

Outre ses travaux de maître des requêtes, Viète consacra ses loisirs aux mathématiques. Il en sortit des livres, qu'il faisait imprimer à ses frais et qu'il offrait à ceux de ses amis qui pouvaient les comprendre ou aux mathématiciens européens de son temps qui entraient en correspondance avec lui. Comme son travail l'amena à déchiffrer les codes secrets des ennemis du roi de France et de Navarre et qu'il suivit de près les avancées de l'astronomie, son œuvre prit quatre directions, dans lesquelles son cerveau « fécond apporta [à chaque fois] des changements considérables ».
- En géométrie,
  - Viète fournit de nombreuses « formules » reliant les lignes trigonométriques, dont il donne des tables plus précises que celles de Regiomontanus et de Georg Joachim Rheticus (publiées ultérieurement par Valentin Otho) ; il est le premier à relier entre elles les six lignes trigonométriques.
  - En géométrie sphérique, il développe la trigonométrie des triangles rectangles et obliquangles, en quoi il se montre l'héritier d'Al-Battani[143], quoiqu'il préfère souvent travailler avec des triangles sphériques rectangles. Au passage il pressent les relations de polarité des triangles sphériques[10],[144] et semble avoir reconnu le rôle de l'inversion dans les démonstrations de géométrie plane.
  - Toujours en géométrie sphérique, il complète les formules d'Al-Battani reliant les angles et les longueurs des triangles découpés sur la sphère unité ; ces longueurs étant les mesures des angles sous lesquels on observe les côtés à partir du centre de la sphère, cela s'écrit en langage moderne[145] :{\displaystyle A=\arccos \left({\frac {\cos \alpha -\cos \beta \cos \gamma }{\sin \beta \sin \gamma }}\right)}dont on trouvera les démonstrations dans Gergonne[146].

Son œuvre géométrique a été patiemment analysée par Delambre, qui lui rend, en dépit de nombreuses critiques, cet hommage final : 

« Ce qui paraît démontré, c'est que Viète a le premier complété notre système trigonométrique ; qu'il a véritablement enseigné l'usage des tangentes et des sécantes ; qu'il a établi les quatre formules générales, desquelles deux seulement étaient connues [avant lui]. »

- En algèbre, dont le terme lui semble corrompu et qu'il renomme analyse spécieuse, il élabore une première forme de calcul littéral destinée à traduire les problèmes géométriques sous une forme générale, ce qui fait de lui le fondateur de notre algèbre moderne et ce pourquoi il est connu aujourd'hui (voir paragraphe Algèbre nouvelle ci-dessous).
- En cryptographie, discipline qui fut son gagne-pain, il laisse un court manuscrit indiquant des méthodes de déchiffrement[148] qui forment, historiquement, la première marche de cette discipline[149].
- Pour l'astronomie, vers laquelle concourent tous ces travaux, il donne aux astronomes dans un manuscrit (non publié à ce jour) des méthodes géométriques afin de mieux traduire le mouvement des planètes, tant du point de vue de Ptolémée que de Copernic. Il semble devenu vers la fin de sa vie l'adepte d'un système intermédiaire, semblable à celui de Tycho Brahe. Ceux qui ont lu son Harmonicon Celeste y décèlent, d'ailleurs plus d'une décennie avant Kepler, la découverte de la trajectoire elliptique des planètes (voir paragraphe Évolution de sa cosmographie ci-dessous).

Au cœur de cette invention, se trouve l'héritage grec, que Viète tente de restaurer, les avancées du monde arabo-musulman et celles des calculateurs européens. En proposant, dans son Isagoge, de travailler avec des symboles, il se veut le rénovateur d'une mathématique qu'il croit oubliée ; en donnant les premières formes de calculs formels, son apport personnel fait de lui un fondateur. Pour autant, il demeure beaucoup de chemin à faire après Viète pour que l'écriture algébrique trouve enfin sa stabilité et ses travaux sont empreints d'archaïsmes. Ce sera l'œuvre de ses héritiers, directs et indirects, Thomas Harriot, Alexander Anderson, James Hume, Pierre de Fermat et René Descartes. Écrits en latin, car destinés aux autres savants européens, riches de néologismes et de citations grecques, incomplets dans leur formalisme, ces ouvrages sont rares, peu accessibles et, aujourd'hui, fort chers. Son nom a été célèbre, puis lentement oublié, gommé par la gloire de Descartes auprès des encyclopédistes, puis retrouvé et restauré au XIXe siècle par d'opiniâtres érudits (voir paragraphe Oubli et reconnaissance ci-dessous).

### Algèbre nouvelle

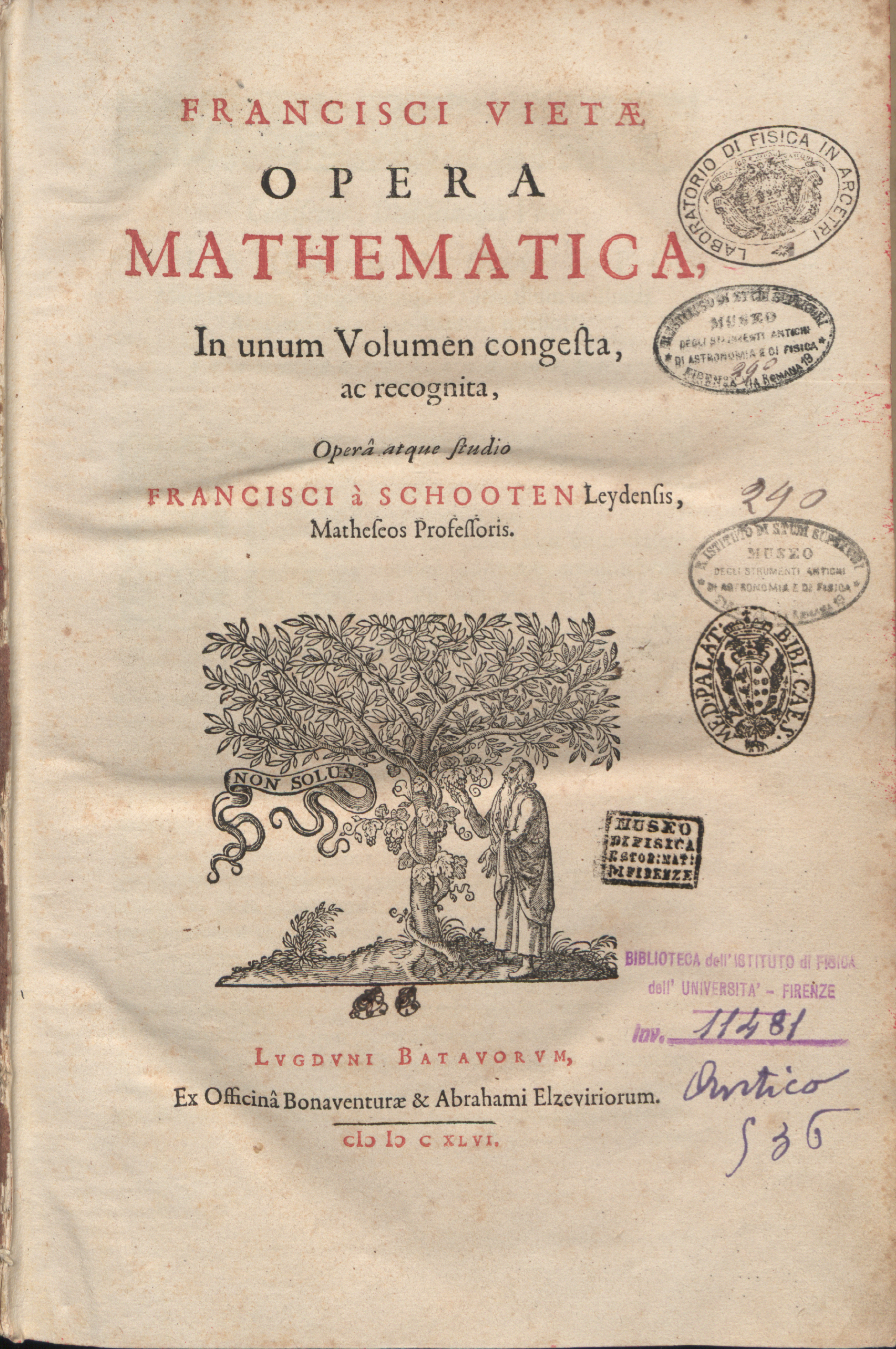
Opera Mathematica publié à Leyde en 1646 par Bonaventure et Abraham Elzevier.

Les mathématiques de la Renaissance se plaçaient sous la double égide des mathématiques grecques, dont les outils empruntent à la géométrie, et des mathématiques arabes, qui fournissent des procédures de résolution dégagées de toute intervention géométrique. À l'époque de Viète, l'algèbre oscille donc entre l'arithmétique, qui donne l'apparence d'un catalogue de règles et la géométrie qui manifeste toute la rigueur axiomatique que lui a donné Euclide. Parallèlement, les Italiens ont développé avec Luca Pacioli, Scipione del Ferro, Niccolo Fontana Tartaglia, Ludovico Ferrari, et surtout Raphaël Bombelli (1560) une technique de résolution des équations du troisième degré qui annonce un âge nouveau. D'un autre côté, l'école allemande de la Coss, le mathématicien anglais Robert Recorde (1550) puis le Hollandais Simon Stevin (1581) ont introduit un début de notation algébrique, l'usage des décimaux et des exposants. Pour autant, les solutions négatives sont considérées le plus souvent comme absurdes et les nombres complexes demeurent tout au plus une vue de l'esprit ; près d'un siècle après leur invention, Descartes les décrira encore comme des nombres imaginaires. Seules les solutions positives sont considérées, et l'idée de justifier géométriquement les raisonnements algébriques est courante. Enfin, les mathématiciens français ont accompli un travail novateur considérable, et parfois ignoré : Pierre de La Ramée, dit Ramus, a redonné leur place aux mathématiques dans l'université. Humaniste, possédant aussi bien le grec que le latin et l'hébreu, il a refondé la logique, rénové l'alphabet ; ses « élèves », Guillaume Gosselin et Jacques Peletier du Mans ont introduit la notation formelle des systèmes numériques de deux équations à deux inconnues (sans paramètre) ainsi que Jean Borrel (Butéo).
En Italie, Francesco Maurolico, maître de Federico Commandino et de Clavius a publié en 1575 quelques propositions faisant intervenir des lettres par leur produit, noté « A in B » et dénommé « C plano » en respectant l'homogénéité des formules. L'influence de ses ouvrages sur Viète demeure inconnue, il convient néanmoins de noter l'antériorité des idées de Maurolico (alias Marule) et la similitude de ses préoccupations, géométriques et cosmographiques, avec celles de Viète.
Ainsi, dans toute l'Europe, la tâche qui attend les mathématiciens est double : s'ils veulent faire progresser leur science, il leur est nécessaire de géométriser l'algèbre, afin de lui donner un fondement rigoureux et d'algébriser la géométrie, afin de permettre le calcul analytique dans le plan. Cette double tâche, sera accomplie par Viète. Poursuivie par Harriot, Descartes et Fermat, elle donnera notre algèbre. Ouvrant la voie de la formalisation, Viète est conscient de la nécessité de donner à l'algèbre un fondement aussi impeccable que celui de la géométrie et c'est à cette fin qu'il remplace l'algèbre numéreuse des procédures (celle de l'al jabr et de la muqabala) par une analyse symbolique, « logistique spécieuse » ou Algèbre nouvelle, nom que lui donnera le traducteur Antoine Vasset (alias Claude Hardy). Ce faisant, il n'hésite pas à affirmer que, grâce à cette nouvelle algèbre, tous les problèmes pourront être résolus (Nullum non problema solvere).
De cette rupture, Viète a particulièrement conscience. Dans sa dédicace de l'Isagoge à Catherine de Parthenay il affirme en effet :

« Toute chose nouvelle se présente ordinairement à son origine rude et informe, pour être polie et perfectionnée dans les siècles suivants. L'art que je produis aujourd'hui est un art nouveau, ou du moins tellement dégradé par le temps, tellement sali et souillé par les barbares, que j'ai cru nécessaire de lui donner une forme entièrement neuve, et après l'avoir débarrassé de toutes ses propositions erronées, afin qu'elle ne retînt aucune souillure, et qu'elle ne sentît la vétusté, imaginer et produire des mots nouveaux auxquels les oreilles étant jusqu'à présent peu habituées, il sera difficile que plusieurs personnes n'en soient pas dès le seuil même épouvantées et offensées. »

Dans les conditions de l'époque, il manque néanmoins à Viète le symbole de la multiplication « × » (qui sera donné par William Oughtred vers 1631), le symbole d'égalité « = », déjà présent chez Robert Recorde, ainsi que les symboles de comparaison « < » et « > », qui seront rajoutés par les éditeurs de Thomas Harriot et peut-être Nathanael Tarporley.
Il lui manque aussi du temps et des élèves, capables d'illustrer brillamment sa méthode. Viète met des années pour publier, tant il est méticuleux, et de plus publie peu, comme le souligna Champfort :

« Les poêtes… feraient à l’égard de leurs ouvrages ce que le fameux mathématicien Viète faisait à l’égard des siens, dans un tems où l’étude des mathématiques était moins répandue qu’aujourd’hui. Il n’en tirait qu’un petit nombre d’exemplaires qu’il faisait distribuer à ceux qui pouvaient l’entendre et jouir de son livre, ou s’en aider. »

Surtout, il effectue un choix très particulier pour séparer les variables des inconnues. Probablement influencé par les notations de Pierre de La Ramée mais aussi par l'hébreu (que connaît son élève, Catherine de Parthenay), il sépare l'alphabet en consonnes (pour les paramètres) et voyelles (réservées aux inconnues). Ce choix s'avèrera désastreux pour la lisibilité et Descartes, en lui préférant les premières lettres pour désigner les paramètres et les dernières pour les inconnues, montrera moins de respect des traditions grecques et hébraïques, mais une plus grande perspicacité dans la compréhension humaine.
Viète demeure également prisonnier de son époque sous plusieurs aspects. En premier lieu, fidèle à la géométrie grecque, et héritier spirituel de Pierre de La Ramée, il ne traite pas les longueurs comme des nombres. Son écriture garde la trace de l'homogénéité ; ce qui ne simplifie pas sa lecture. Il ne reconnaît pas les complexes de Bombelli, et manifeste le besoin — vécu comme une nécessité — de doubler ses réponses algébriques par une construction géométrique. Bien qu'il ait probablement conscience que l'algèbre nouvelle suffise à donner la solution d'un problème, il suit en cela l'esprit du temps et ces archaïsmes entacheront bientôt sa réputation.
De façon plus anecdotique, il utilise les symboles « l » (pour latus), Radix binomiae ou Radice, pour  exprimer les racines carrées. Cette notation, héritée de Ramus, disparut avec la généralisation du symbole √, dû à Christoff Rudolff, et utilisé par Frans Van Schooten dans ses éditions de Viète. D'autre part, le symbole « = » désigne pour lui l'écart géométrique séparant deux grandeurs, non pas l'égalité, symbolique qui se poursuivra jusqu'à Jacques Bernoulli.
Toutefois, de nombreuses nouveautés apparaissent dans ses écrits : les formules du binôme, qui seront reprises par Pascal et Newton, sont données jusqu'au degré 6 ; les relations entre coefficients et racines d'un polynôme — qu'en anglais on nomme les formules de Viète — sont entièrement explicitées dans le cas de racines positives, on y voit également l'apparition du premier produit infini, la reconnaissance du lien entre trisection de l'angle et équation du troisième degré…
Enfin, Viète est le premier mathématicien à introduire des notations pour les données du problème (et pas seulement pour les inconnues). Idée neuve, qui peut en partie s'expliquer par ses études juridiques ; species désignant dans le jargon des avocats l'ensemble de leurs clients. De ce fait, en accord avec Michel Serfati, on considère généralement sa représentation symbolique de l'indéterminée comme une innovation majeure de la fin de XVIe siècle. Son algèbre ne se limite plus à l'énoncé de règles mais s'appuie sur une axiomatique et sur un calcul formel efficace, où les opérations agissent sur les lettres et où les résultats peuvent s'obtenir à la fin des calculs par un simple remplacement. Cette démarche, qui est au cœur du procédé algébrique contemporain est une étape fondamentale dans le développement des mathématiques. En cela, Viète « transforme définitivement l'algèbre concrète en une « logistique » symbolique, instrument d'une nouvelle géométrie » et marque réellement l'instant où s'accélère la rupture avec l'algèbre médiévale (d'Al-Khawarizmi à Stevin) et où s'ouvre la période moderne.
Parmi les problèmes que Viète aborde avec cette méthode, on trouve la résolution complète des équations du second degré de la forme aX2 + bX = c et des équations du troisième degré de la forme X3 + aX = b avec a et b positifs (Viète pose les changements de variable successifs : X = a/3Y – Y puis Z = Y3 et se ramène ainsi à une équation du second degré).
Écrite essentiellement en latin, son œuvre pénétra toute l'Europe. Après la publication de l'Isagoge, et surtout après les publications d'Anderson, de Ghetaldi et de Jean de Beaugrand, les mathématiques ne s'écriront plus de la même manière. De 1591 à 1649, date de la réimpression des œuvres du philosophe René Descartes, les mathématiciens européens adoptent sa façon générale de voir. Les astronomes, les opticiens, vont écrire dans son langage sous l'influence de ses élèves, et les traductions de Vasset, de Jean-Louis Vaulezard de James Hume vont encore l'enrichir, de sorte qu'après 1630, de nombreux mathématiciens, dont Fermat, Schooten, Huygens, et Newton écriront d'abord à la manière de Viète, avant de se débarrasser de ses contraintes d'homogénéité.

### Art du bon raisonnemment
À partir de 1591, Viète, qui dispose d'une certaine fortune personnelle, ce qui le distingue parmi les mathématiciens, commence à publier à ses frais, et à l'usage de ses amis, l'exposé systématique de sa théorie mathématique, qu'il nomme « logistique spécieuse » (de specis : symbole) ou art du calcul sur des symboles.
Il développe d'abord les fondements de cette nouvelle algèbre dans son Isagoge, puis en donne la même année des applications essentielles dans ses Zététiques.
D'autres livres viendront compléter l'exposé de cette théorie, qui permet de résoudre des familles d'équations algébriques de degré 2 à 4 en donnant un sens géométrique à ces résolutions.
La « logistique spécieuse » s'accompagne de surcroît d'un art de bien raisonner, qui procède en trois temps :
- dans un premier temps, Viète recommande de noter toutes les grandeurs en présence, ainsi que leurs relations, en utilisant son symbolisme, puis de résumer le problème sous forme d'une équation. Viète nomme cette étape la zététique ;
- l’analyse poristique permet ensuite de transformer et de discuter l'équation. Il s'agit de trouver une relation caractéristique du problème, la porisma à partir de laquelle on peut passer à l'étape suivante. Cette étape se mène selon les règles de l'art, mais Viète n'en dit pas davantage là-dessus ;
- dans la dernière étape, nommée indifféremment rhétique ou exégétique, Viète prescrit de revenir au problème initial et d'exposer la solution par une construction géométrique ou numérique, s'appuyant sur les théorèmes obtenus dans la seconde étape.

### Viète cryptanalyste
À l'époque où Viète reprend du service auprès d'Henri III, Blaise de Vigenère, qui a publié en 1586 un traité donnant une méthode de chiffrement novatrice ne croit pas à la possibilité de casser les chiffres de façon systématique.
Les tables de Vigenère, qui sont les héritières des travaux d'Al-Kindi, mais aussi de Leon Battista Alberti, de Johannes Trithemius, de Giovan Battista Bellaso et enfin de Giambattista della Porta rendent effectivement beaucoup plus difficile l'art du déchiffrement.
De façon théorique, elles résisteront aux cryptanalystes jusqu'aux travaux de Charles Babbage en 1854 et de Friedrich Wilhelm Kasiski neuf ans plus tard.

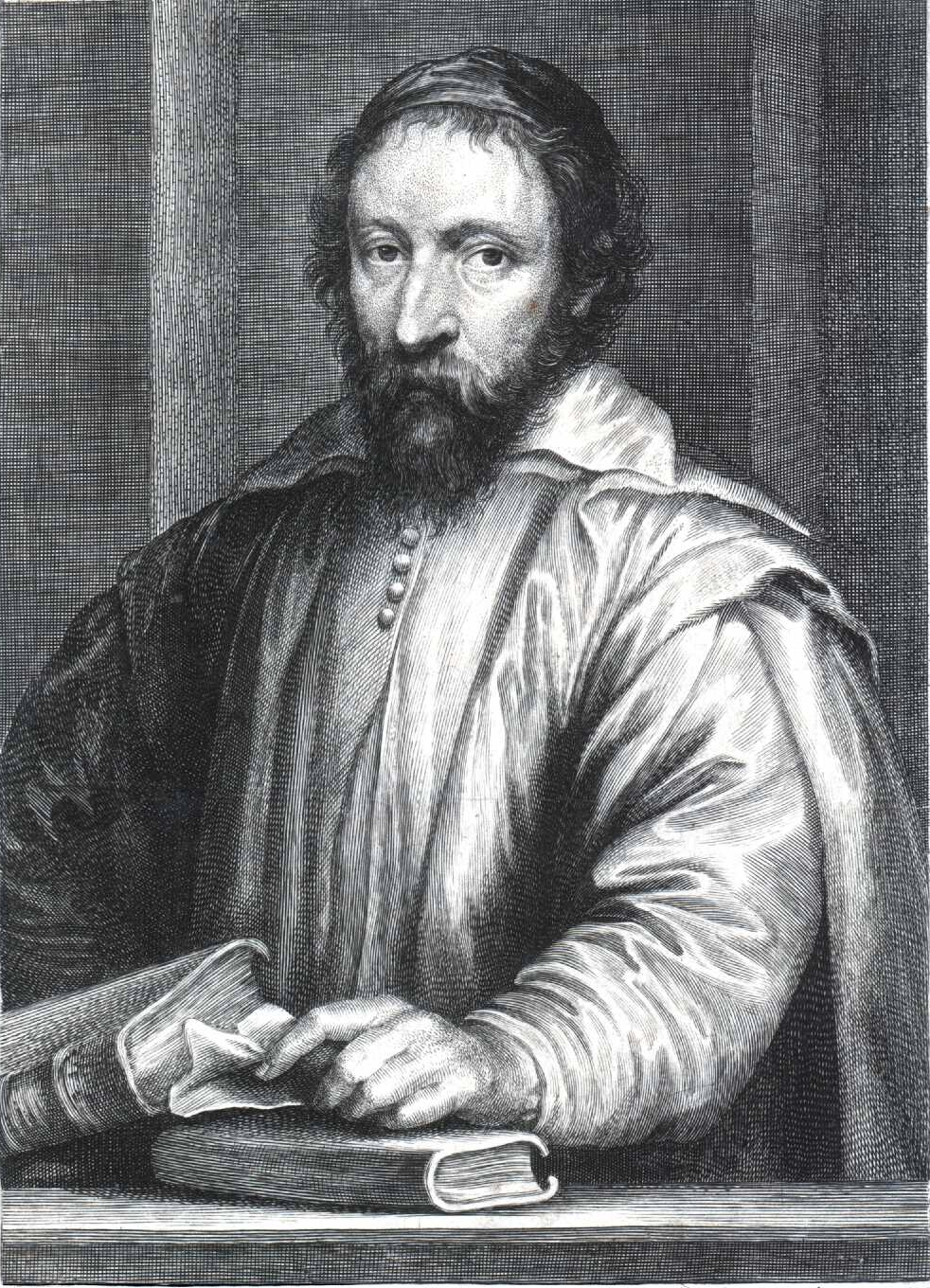
Nicolas-Claude Fabri de Peiresc.

Toutefois, elles sont encore peu utilisées à l'époque et les Espagnols, comme les Italiens, n'usent que de codes de substitution assez simples, dérivés des techniques de substitution qu'on rencontrait déjà dans le code de César ou ceux de Marie Stuart.
Lorsque Viète parvient à déchiffrer la lettre du commandeur Moréo, et d'en deviner la clef, l'impact politique est de grande importance. Henri IV lui confie la responsabilité de déchiffrer toutes les lettres ennemies et de suivre l'évolution de leurs codes. Pour traiter plus rapidement sa mission, Viète s'adjoint deux secrétaires : Charles du Lys, ou Dulys, chargé de repérer les fréquences d'apparition des symboles revenant dans les lettres des Espagnols, des ligueurs et des Vénitiens et Pierre Aleaume, qui est censé le dégager du travail plus mathématique et répondre aux sollicitations des mathématiciens européens et français qui veulent apprendre de Viète sa nouvelle algèbre.
Les consignes qu'il laisse à Dulys constituent une première ébauche de l'enseignement de la cryptanalyse. En cela Viète accomplit un travail une fois encore fondateur. Ces travaux seront repris lorsqu'à la fin de sa vie, il laisse un manuscrit censé apprendre à son successeur la façon dont son équipe procédait pour venir à bout des lettres chiffrées de Philippe II et des Vénitiens.
Ce manuscrit, dont Nicolas-Claude Fabri de Peiresc redécouvre les grandes lignes au XVIIe, et que Frédéric Ritter décrit au XIXe siècle est resté inédit pendant une longue période. Il a été analysé en 1997, ainsi que les travaux de Peiresc, par Peter Pesic, puis par Jean-Paul Delahaye et Marco Panza. L'étude de Pésic et celle de Delahaye à sa suite détaillent comment Viète procédait. Il semble que, pour Viète, le chiffre représentait le texte en clair, comme le symbole algébrique correspondait à sa valeur numérique.
Viète conseille successivement :
1. de repérer les mots comme copie, en tête, les dates, les lieux, les titres des expéditeurs, qui sont souvent placés hors du texte et de façon à pouvoir être repérés ;
2. d'associer, si les nombres apparaissent en clair, les centaines avec des noms comme chevaux ou ceux de troupes légères, bataillon, régiment, de plus grandes quantités avec des corps d'armées, d'infanterie, et les plus importantes avec des sommes d'argent... ducats, sequins, deniers, livres, selon les ordres de grandeurs ;
3. de chercher les fréquences les plus élevés et d'y voir des voyelles (d'abord les A, puis les E...) et de rechercher les doubles, afin de leur associer (selon la langue) les appareillements les plus fréquents (deux l ou deux n, deux s, etc.) ;
4. de noter ces conjectures sur un papier réglé comme celui sur lequel on écrit de la musique, et de recommencer sans craindre de gâcher du papier, jusqu'à ce que le texte à déchiffrer apparaisse[8].

Cette méthode serait vaine si elle ne bénéficiait des erreurs de la partie opposée et dans son mémoire adressé à Sully, Viète distingue nettement entre les codes espagnols, subtils mais utilisés de façon grossière et les codes italiens, subtils et utilisés de façon subtile. Ce programme constitue de fait le premier travail exposant une méthode d'attaque des codes utilisant les défauts d'utilisation des rédacteurs adversaires mais aussi les défauts inhérents aux méthodes en cours. L'application de cette méthode permet (avec beaucoup de travail) de venir à bout de la quasi-totalité des messages codés de l'époque (les codes à la Vigenère exceptés). C'est en cela qu'il rend caduques les techniques de chiffrement de l'époque. Mais Viète offre également par ce biais l'espoir de pouvoir résoudre le problème de tous les cryptoanalystes, à savoir casser tous les codes.
Une grande similitude d'action est à l'œuvre dans la façon d'opérer de Viète tant en algèbre qu'en cryptographie, à tel point que certains historiens n'ont pas hésité à faire découler son habileté dans l'art du code de ses aptitudes mathématiques, ou de donner aux fondements de l'algèbre nouvelle la pratique du déchiffrement,.

### Évolution de sa cosmographie

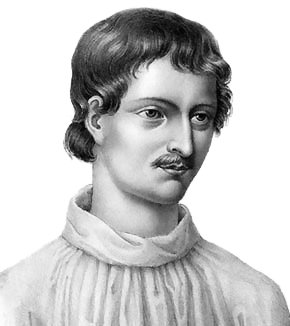
Giordano Bruno.

Aujourd'hui, François Viète possède son cratère sur la Lune par 29,2° Sud et 56,3° Ouest. Cela semble justice au regard de ses travaux en astronomie ; ses principes cosmographiques, un des manuels destinés à Catherine de Parthenay, montrent qu'il s'y est intéressé très tôt. Sa pensée à ce sujet semble d'ailleurs avoir considérablement évolué. Dans ces premiers principes, Viète manifeste en effet une foi incontestable dans le système de Ptolémée. Pour lui, les cieux sont faits d'une matière impénétrable, constellations, lune et planètes tournent autour de la terre et influencent les maladies et les humeurs Il est certain qu'en milieu huguenot, aussi bien qu'en milieu catholique, l'héliocentrisme était mal vu et qu'il valait mieux manifester la prudence de Viète, comme en témoigne — a contrario — le sort que la papauté fit subir à Giordano Bruno le 17 février 1600.
On sait qu'il revint plusieurs fois sur la rédaction de son Harmonicon, mais les éléments astronomiques qui devaient suivre la publication du Canon mathématiques se sont perdus. On sait qu'il y revint encore vers 1600 dans les appendices qui suivent l’Apollonius Gallus ; mais ce qu'il reproche alors à Copernic (et il le fait avec une grande force) n'est plus d'ordre religieux, mais mathématique : aux yeux de Viète, le moine et médecin polonais demeure un mauvais géomètre.

Dans le modèle de Viète, comme dans celui de Tycho Brahe, les luminaires, (Soleil et Lune) tournent autour de la Terre. Les planètes (Mercure, Vénus, Mars, Jupiter et Saturne) autour du Soleil. C'est le géo-héliocentrisme.

Sans doute Viète arriva-t-il à la fin de sa vie à un point de vue plus moderne et dépouillé de toute référence astrologique, exempt de naïveté théo-cosmogonique ; plus technique et semble-t-il très proche de celui de Tycho Brahe. L'évolution de sa pensée semble par ailleurs confirmée par les références (positives) que Viète fait aux Coperniciens dans ses écrits contre Clavius en 1602. Une traduction de l'expostulatio se trouve dans les manuscrits de Ritter. L’Harmonicon céleste, qu'il communiqua à Marin Ghetaldi, n'a, malheureusement, jamais été publié sous son nom et dans son intégralité.
L'histoire de cette œuvre dont on connaît un manuscrit et plusieurs copies, tour à tour perdus puis retrouvés, mérite également qu'on l'évoque : le manuscrit original est conservé par De Thou (qui meurt en 1617), puis est récupéré par les frères Dupuy, qui ont la garde de sa bibliothèque. Un catalogue en est dressé par Ismael Bouillau et les frères Dupuy. À sa mort en 1656, Jacques Dupuy lègue l'ouvrage par testament à Boulliau, expliquant « Je scay qu'il fera cas de cete pièce, à cause du mérite de son autheur ». Son existence est divulguée par Sherburne, en 1675, qui évoque ce travail car il en a communiqué un exemplaire à Mersenne et n'a jamais pu le récupérer. S'agit-il de l'exemplaire que retrouvent l'Italien Targioni Tozzetti, puis le comte Libri (dans la bibliothèque Magliabecchi de Florence) ? Au XIXe siècle, l'exemplaire de cet Harmonicon, est de nouveau égaré par le comte Libri avant de ressurgir au XXe siècle.
Comme on ne connaît cette dernière œuvre qu'au travers des résumés de Libri (Ritter ne l'a pas retrouvée), il est difficile d'affirmer de combien d'années Viète a devancé Kepler dans la détermination de la forme elliptique des orbites des planètes, ni si Kepler l'a eu en main, ce que croit G. Bigoudan. Cette idée est d'autant plus vraisemblable que Kepler intitula lui-même son œuvre Harmonices Mundi.
Le résumé de cette « Harmonie Céleste » donné par l'historien italien dans son histoire des sciences mathématiques semble indiquer que Viète, vers la fin de sa vie, renvoie dos à dos les systèmes de Copernic et de Ptolémée et décrit correctement les orbites des planètes en mouvement autour du soleil, celle de la terre exceptée (c'est-à-dire qu'il les identifie à des ellipses, et non pas à des cercles, comme l'avait fait Copernic). Cette remarquable intuition géométrique justifie assez semble-t-il l'admiration que Kepler manifestait pour Viète et pour ses méthodes de calcul :

« Si je trouvais une démonstration avant qu'il ne la trouve, je la lui communiquerai. Mais jusqu'ici je l'ai cherchée en vain ; je pense parce que je suis trop peu exercé dans ce genre de problèmes. »

L'idée que toute la trigonométrie sphérique de Viète et ses efforts de résolution algébrique étaient en fait tournés vers l'astronomie est une idée qui anime de nos jours la recherche.

## Édition des œuvres et postérité

### Détail des éditions anthumes
À partir de 1571, il fait publier, à ses frais et avec de grandes difficultés d'impression, les deux premières des quatre parties de son Canon mathématique : Canon mathematicus, seu ad triangula, cum adpendicibus et Universalium inspectionum ad canonem mathematicum liber singularis, Paris, Mettayer, 1579, 164 fol — rééditées en 1609 par Barthélemy Macé sous le titre Varia opera mathematica — un ouvrage de trigonométrie où il présente de nombreuses formules sur les sinus et les cosinus. Il y fait un usage inhabituel pour l'époque des nombres décimaux (dont il est l'un des tout premier à faire usage) et souligne leur supériorité sur les divisions sexagésimales. Ces tables trigonométriques complètent celles de Regiomontanus (De triangulis omnimodis, 1533). Elles sont inspirées du Canon doctrinæ triangulorum de Rheticus (1551). Montucla a affirmé que Viète, mécontent des fautes d'impression qu'il renfermait, chercha à en retirer de la circulation tous les exemplaires. Bosmans cite l'affirmation de Montucla, mais pour la démentir, tout comme cela a été fait par Ritter. La légende aurait pour origine un éditeur indélicat de ses œuvres complètes, qui justifiait ainsi la non inclusion du Canon mathematicus. Une comparaison avec un recalcul montre que les tables trigonométriques (et les tables de triangles rationnels) contiennent au contraire très peu d'erreurs.
- En 1589 : Deschiffrement d'une lettre escripte par le Commandeur Moreo au Roy d'Espaigne son maître. Tours, Mettayer, 1590, 20 pages.
- La même année, à Londres, chez François Bouvier : Francisci Vietæi opera mathematica : in quibus tractatur canon mathematicus, seu ad triangula. Item Canonion triangulorum laterum rationalium: vnà cum vniuersalium inspectionum ad Canonem mathematicum, libro singulari[186].

Deux versions de l'Isagoge :
- In artem analyticem isagoge, Tours, Mettayer, 1591, 9 fol ;
- In artem analyticem isagoge. Ejusdem ad logisticem speciosam notae priores, Paris, Baudry, 1631, in 12, 233 pages : ce traité In artem analyticem isagoge (Introduction à l'art de l'analyse), est considéré comme un texte fondateur de l'analyse (par contraste avec la synthèse) pour les Modernes[187]. C'est dans la seconde édition qu'apparaissent les règles de calcul algébrique.

En 1591 encore, Zeteticorum libri quinque. Tours, Mettayer, 24 folio, qui forment les cinq livres des Zététiques. Il s'agit d'un recueil de problèmes, issus de Diophante, et résolus en utilisant l'art analytique.
Entre 1591 et 1593, Effectionum geometricarum canonica recensio. Sd, 7 fol., qui fait le lien entre des expressions et équations algébriques du second degré et certains problèmes géométriques.
En 1593 :
- un complément sur les problèmes géométriques : Supplementum geometriae. Tours, 21 fol. ;
- Variorum de rebus mathematicis responsorum liber VIII (Huitième Livre des réponses variées). Tours, Mettayer, 1593, 49 fol, à propos des défis de Scaliger, dans lequel il revient sur les problèmes de la trisection de l'angle (dont il reconnaît qu'il est lié à une équation du troisième degré), de la quadrature du cercle, de la construction de l'heptagone régulier, etc. L'année suivante, il donnera contre le même Scaliger : Munimen adversus nova cyclometrica. Paris, Mettayer, in 4, 8 fol.

En 1595 Ad problema quod omnibus mathematicis totius orbis construendum proposuit Adrianus Romanus, Francisci Vietae responsum. Paris, Mettayer, in 4, 16 fol ; texte où se trouve la solution du problème d'Adrien Romain.
En 1600, De numerosa potestatum ad exegesim resolutione. Paris, Le Clerc, 36 fol ; œuvre qui fournit des moyens d'extraction de racines et de solutions d'équations de degré au plus 6.
En 1600, Apollonius Gallus. Paris, Le Clerc, in 4, 13 fol ; qui traite des problèmes de points de contacts de trois cercles et où il se désigne lui-même comme l'Apollonius français.
Entre 1600 et 1602, il rédige, à propos du calendrier de Clavius,
- Fontenaeensis libellorum supplicum in Regia magistri relatio Kalendarii vere Gregoriani ad ecclesiasticos doctores exhibita Pontifici Maximi Clementi VIII. Anno Christi 1600 jubilaeo. Paris, Mettayer, in 4, 40 fol ;
- et aussi Francisci Vietae adversus Christophorum Clavium expostulatio. Paris, Mettayer, in 4, 8 pages qui exposent ses thèses contre Clavius.

Manuscrits non retrouvés, non publiés ou à titre posthume :
Entre 1564 et 1568, Viète rédige pour son élève, Catherine de Parthenay, quelques manuels d'astronomie et de trigonométrie et un traité de cosmographie. qui préfigure le livre inachevé et jamais publié : Harmonicon Cœleste, entamé vers 1600 et dont la rédaction est interrompue par sa mort en 1603. Il rédige également la défense de Soubise, la généalogie des Parthenay, et les mémoires de Soubise (publiées par J.Bonnet en 1978 pour la première fois).
Un manuscrit perdu devait traiter de mécanique. Galilée en a eu connaissance on connaît aussi une feuille de correspondances ésotériques, rédigées par Viète et qui associe l'air aux éléments, le sang aux humeurs, le poumon et la tête au corps, les maux de têtes et les inflammation du foie au maladies, l'aigle, la caille et le poulet, aux oiseaux ; le chêne et le sureau aux arbres, la réglisse et la mirabelle aux herbes, l'émeraude et le saphir aux pierres et l'étain aux métaux ; elle ressemble davantage à un questionnaire de Proust qu'à une recette alchimique. Cette table analogique des corps supérieurs et inférieurs, est copiée – d'après Viète – de la main de Vaulezard

### AnnéesViète(1603-1646)
Outre Catherine de Parthenay et le turbulent Tarporley, Viète eut vraisemblablement quatre élèves : Jacques Aleaume d'Orléans, qui trouvera un poste de déchiffreur auprès de Maurice d'Orange ; un mathématicien célèbre, originaire de Raguse, Marin Ghetaldi, qui après quelques voyages retournera siéger au grand conseil de sa république natale ; Jean de Beaugrand, qui, après avoir été l'ami de Fermat, sera tourné en ridicule par Descartes et enfin, le mathématicien écossais Alexander Anderson. Ils illustreront ses théories en publiant ses œuvres et en continuant sa méthode. À sa mort, ses héritiers ont remis ses manuscrits entre les mains de Pierre Aleaume. Ils passeront à son fils, puis, à sa mort, se perdront entre les mains des frères Dupuy. On donne ici les éditions posthumes les plus importantes, telles que les ont adaptés ses élèves ou ses traducteurs, et une liste non exhaustive d'ouvrages qui prolongent son écriture.

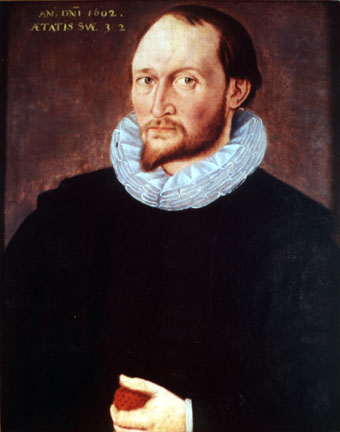
Thomas Harriot reprit et enrichit l'écriture algébrique de Viète.

- En 1607 : une exégétique géométrique : Apollonius Gallus, publiée par Marin Ghetaldi et reprise par Paolo Sarpi.
- En 1612 : Supplementum Apollonii Galli de Marin Ghetaldi.
- La même année, Supplementum Apollonii Redivivi sive analysis problematis bactenus desiderati ad Apollonii Pergaei doctrinam a Marino Ghetaldo Patritio Regusino hujusque non ita pridem institutam, édité à Paris, par Alexander Anderson[191].
- En 1615 : Ad Angularum Sectionem Analytica Theoremata F. Vieta primum excogitata at absque ulla demonstratione ad nos transmissa, iam tandem demonstrationibus confirmata ; édité à Paris, par Anderson[192],[193].
- La même année : Pro Zetetico Apolloniani problematis a se jam pridem edito in supplemento Apollonii Redivivi Zetetico Apolloniani problematis a se jam pridem edito ; in qua ad ea quae obiter inibi perstrinxit Ghetaldus respondetur édité à Paris par Anderson.
- En 1615 encore : Francisci Vietae Fontenaeensis, De æquationum[194] — recognitione et emendatione tractatus duo per Alexandrum Andersonum, édité à Paris, par Anderson, chez Jean Laquehay in 4, 135 p.
- En 1617 : Animadversionis in Franciscum Vietam, a Clemente Cyriaco nuper editae brevis diakrisis, édité par Jean Laquehay à Paris par Anderson, contre les attaques récentes imprimées par Denis Henrion à l'encontre de Ghetaldi.
- En 1619 : Exercitationum Mathematicarum Decas Prima, à Paris, du même Anderson.

La mort d'Alexander Anderson ou de celle de la fille de Viète interrompirent ses publications.
En 1629, Albert Girard publie sa propre algèbre nouvelle, essentiellement numérique, dans laquelle il rend hommage à Viète en ces termes :
« Touchant François Viète, qui surpasse tous ses devanciers en l'algèbre, on peut voir en son traité (De recognitione equationium)… » mais lui reproche d'oublier dans ses résolutions les solutions négatives (moins que rien) et complexes (qu'il nomme enveloppées).
La même année, parution de l'encyclopédie d'Alsted où un article de Johann Geysius propose de simplifier la symbolique {\displaystyle Aqc} en {\displaystyle A^{(v)}}, suivi l'année suivante des publications posthumes de Thomas Harriot et de William Oughtred.
En 1630 une Introduction en l'art analytic ou nouvelle algèbre, traduite en notre langue et commentée par J.L. Sieur de Vau-Lezard, mathématicien. Paris, Jacquin, in 12, 79 p, ainsi que Les cinq livres des zététiques de François Viette, mis en français, commentés et augmentés, par J.L. Sieur de Vaulezard, mathématicien. Paris, Jacquin, 219 pages. Disponibles ici dans leur version de 1630.
La même année parut un Isagoge sous la plume d'Antoine Vasset (assimilé un pseudonyme de Claude Hardy), et l'année suivante une traduction en latin de Jean de Beaugrand dont Descartes aurait reçu un exemplaire.

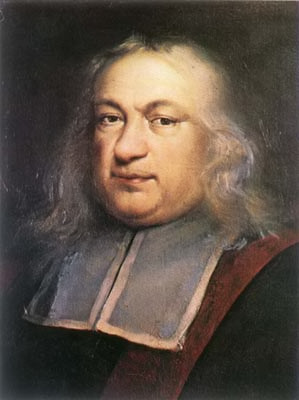
Pierre de Fermat.

Entre 1634 et 1637, Pierre Hérigone (pseudonyme non avéré de Clément Cyriaque de Mangin) publie un cours en latin inspiré de l'algèbre de Viète ; entre autres innovations, le baron, qu'on prétend d'origine basque, note {\displaystyle ^{a3}} pour {\displaystyle ^{Acubus}},
En 1635, le mathématicien français James Hume de Godscroft, d'origine écossaise (connu pour ses polémiques avec Jean-Baptiste Morin) donne une Algèbre de Viète d'une méthode nouvelle et facile par laquelle toute l'obscurité de l'auteur est ôtée, qui marque la transition entre l'écriture de Viète et celle de Descartes, ainsi qu'un Traité de trigonométrie et un Traité relatifs aux sphères de Copernic et de Galilée et un traité d'algèbre plus personnel (publié à Paris, en 1635) mais dans le droit fil de la « logistique spécieuse ».
En 1636-1637, Tristan l'Hermite offre à Mlle de Lavardin, retirée dans le Maine, une  traduction en français du manuel de cosmographie destinée à Catherine de Parthenay. Ce livre, successivement édité en 1643 et 1648, fut longtemps la seule trace des travaux de Viète relativement à l'astronomie.
En 1644, Noël Duret, cosmographe du roi, publie une algèbre nouvelle dite de Viète, mais dans la symbolique de James Hume et d'Harriot.
En 1646, le corpus des œuvres mathématiques de Viète est édité par Frans van Schooten, professeur à l'université de Leyde. Il est aidé dans son travail par Jacob Golius, sur l'initiative du Père Mersenne. Cette édition en un volume porte le titre Francisci Vietæ. Opera mathematica, in unum volumen congesta ac recognita, opera atque studio Francisci a Schooten, Officine de Bonaventure et Abraham Elzevier, Leyde, 1646. Ce corpus des œuvres mathématiques imprimées de Viète, ne comprend pas son Canon mathématique (dont l'absence est justifiée dans une préface des imprimeurs).
Les Anglais Harriot et Newton, l'espagnol Zaragoza, les Hollandais Snellius et Huygens et les Français Fermat et Pascal, utiliseront un temps les notations de Viète. Plus tard, Leibniz, qui appréciait son héritage cherche à faire en analyse ce que Viète a fait pour les équations mais après 1649 et la réédition de La Géométrie de Descartes, sa renommée sera lentement éclipsée par celle du philosophe de la Haye, qui rénovera en profondeur ce formalisme, et auquel le siècle suivant attribuera souvent, à tort, l'entière paternité de la formalisation algébrique.
Elle perdurera encore un temps en Italie, où Pietro Mengoli (en 1659), puis  Carlo Renaldini adopteront le langage de l'algèbre nouvelle (jusqu'en 1670).

### Son influence sur Descartes
Vingt-cinq ans après  la mort de Viète, le philosophe René Descartes écrit ses Regulae ou Règles pour la direction de l'esprit. Dix ans après, il publie avec le Discours de la méthode un livre de géométrie qui bouleverse le paysage algébrique, amplifie l'algèbre de Viète, et la simplifie en ôtant ses exigences d'homogénéité. Descartes, accusé par Jean Baptiste Chauveau, un ancien condisciple de La Flèche, se défendra d'avoir lu Viète dans une lettre à Mersenne datée du 20 février 1639 :

« Je n’ai aucune connaissance de ce Géomètre dont vous m’écrivez, et je m’étonne de ce qu’il dit, que nous avons étudié ensemble Viète à Paris ; car c’est un livre dont je ne me souviens pas avoir seulement jamais vu la couverture, pendant que j’ai été en France. »

S'il reconnaît ultérieurement l'avoir feuilleté, mais sans l'approfondir, il affirme avoir trouvé ses notations embrouillées et inutiles ses justifications géométriques. Dans quelques lettres, il montre qu'il a compris le programme d'In artem analyticem isagoge. Dans d'autres, il caricature les propositions de Viète. Un de ses biographes notera cette contradiction :

« Ces derniers mots surprennent d'ailleurs ; car il (Descartes) venait de dire, quelques lignes plus haut, qu'il avait tâché de ne mettre, dans sa Géométrie, que ce qu'il croyait « n'avoir point été sceu ni par Viète, ni par aucun autre ». Il était donc au courant de ce que savait Viète ; et il avait dû le lire auparavant. »

En l'état actuel de la recherche, l'influence directe des œuvres de Viète sur Descartes n'est pas clairement établie. Elle a pu également se faire au travers d'Adrien Romain et de Jacques Aleaume à La Haye, ou par l'entremise du livre de Jean de Beaugrand, que ce dernier a fait passer par Mersenne et que Descartes a reçu le 3 mai 1632,. On lira pour s'en convaincre les conclusions de Chikara Sasaki mais aussi celles du père André.
Dans ses lettres à Mersenne, Descartes minimise consciencieusement l'originalité et la profondeur des travaux de ses prédécesseurs. Il commence, dit-il, « par où Viète a fini ». Son point de vue s'imposera au cours du XVIIe siècle et les mathématiciens y gagneront un langage algébrique dégagé de toute contrainte géométrique. On notera néanmoins que les notations de Viète demeuraient encore, dix ans après la mort du philosophe, celles qu'exposait dans ses derniers traités d'arithmétique le maître de Descartes à la Flèche, le père jésuite Jean François.

### Oubli et reconnaissance
Quoique le nom de Viète ne soit jamais entièrement tombé dans l'oubli, sa renommée pâlit de la fin du XVIIIe siècle jusqu'au milieu du siècle suivant.

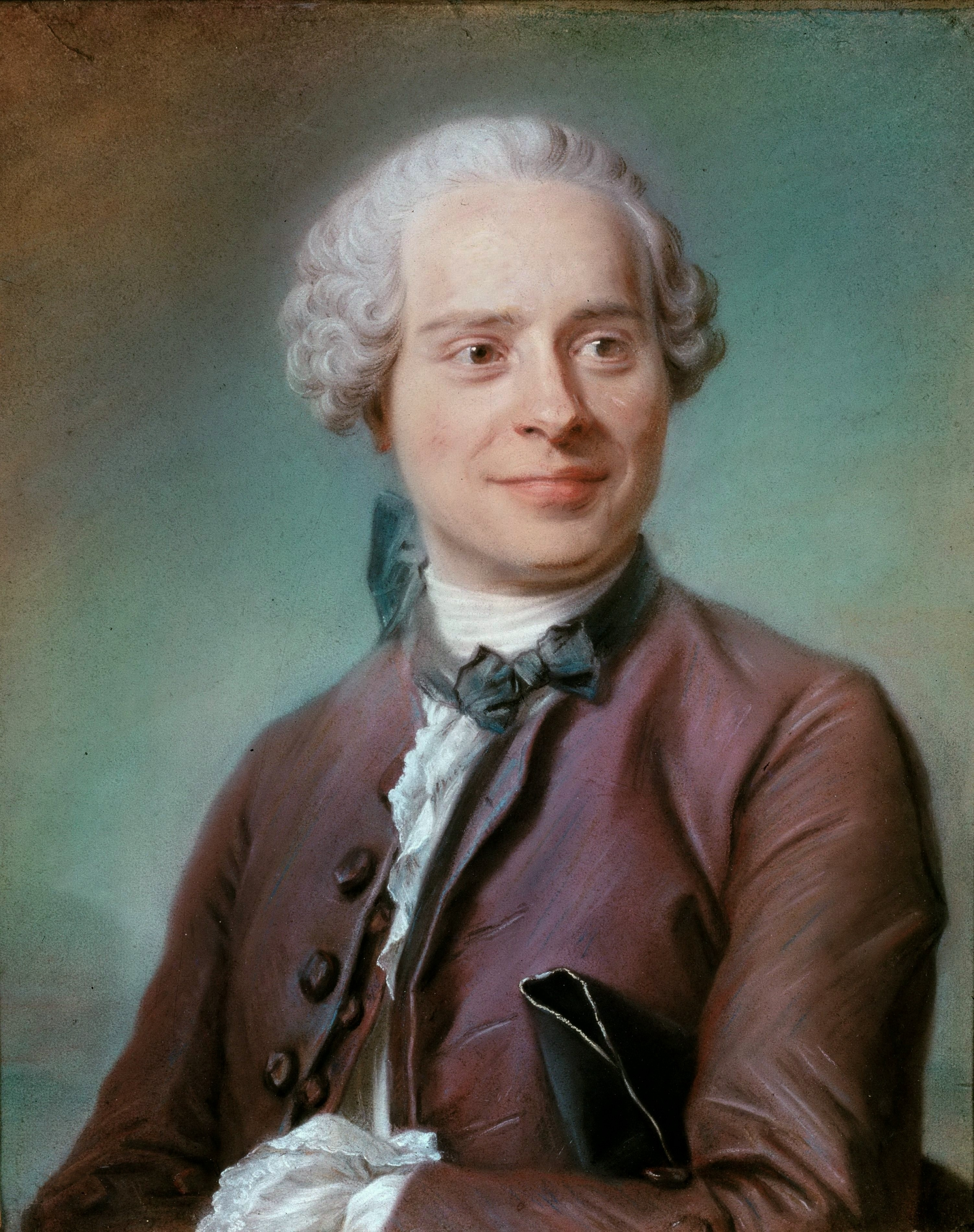
Jean Le Rond d’Alembert.

Vers 1730, Edmund Stone, dans sa préface historique à l'analyse des infiniment petits du Marquis de L'hôpital le cite encore trois fois, (contre 28 pour Descartes).
En 1751, d'Alembert lui rend un vibrant hommage dans l'article consacré à l’Algèbre. Il énumère sept découvertes importantes qu'il attribue à Viète :

« la première, c'est d'avoir introduit dans les calculs les lettres de l'alphabet pour désigner même les quantités connues ; la seconde, c'est d'avoir imaginé presque toutes les transformations des équations, aussi bien que les différents usages qu'on en peut faire pour rendre plus simples les équations proposées ; la troisième, c'est la méthode qu'il a donnée pour reconnaître par la comparaison de deux équations, qui ne différeraient que par les signes, quel rapport il y a entre chacun des coefficients qui leur sont communs et les racines de l'une et de l'autre ; la quatrième, c'est l'usage qu'il fait des découvertes précédentes pour résoudre généralement les équations du quatrième degré, et même celles du troisième ; la cinquième, c'est la formation des équations composées par leurs racines simples, lorsqu'elles sont toutes positives, ou la détermination de toutes les parties de chacun des coefficients de ces équations ; la sixième et la plus considérable, c'est la résolution numérique des équations, à l'imitation des extractions de racines numériques, matière qui fait elle seule l'objet d'un livre tout entier ; enfin on peut prendre pour une septième découverte ce que Viète a enseigné de la méthode pour construire géométriquement les équations. »

En 1754, Jean François Dreux du Radier, érudit poitevin, donne une histoire très complète de sa vie, et notamment de la première disparition de l’Harmonicon Cœleste entre les mains de Bouillaud.
En 1758, Jean-Étienne Montucla lui consacre 25 pages de son histoire des mathématiques.
En 1765, puis 1773, Alexandre Savérien brosse dans son Histoire des philosophes modernes un long portrait de François Viète, agrémenté d'une gravure de Jean-Charles François.
Vers 1770, l'Italien Targioni Tozzetti, retrouve à Florence le manuscrit perdu de l’Harmonicon Cœleste, œuvre non publiée où se lit l'intuition de certaines théories de Kepler bien avant 1609), et notamment quand Viète affirme : « Describat Planeta Ellipsim ad motum anomaliœ ad Terram. »
La décennie suivante, le nom de Viète est mentionné avec sympathie par l'abbé Sauri mais De Paulmy d'Argenson rend désormais hommage à son génie en trois lignes (sur 69 volumes).

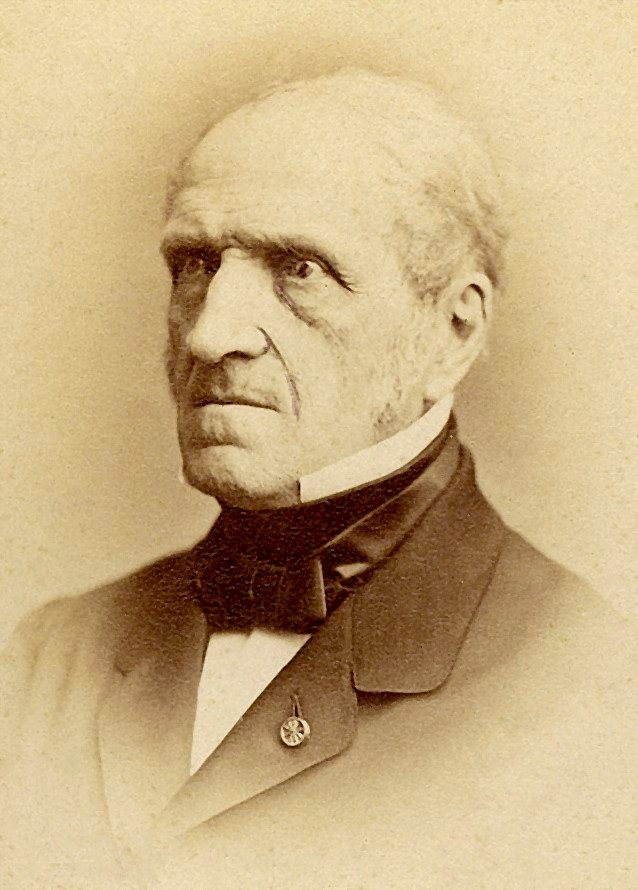
Michel Chasles.

En 1802, Charles Bossut, dans son histoire des Mathématiques, tente de redonner à Viète la paternité des premières applications de l'algèbre à la géométrie. Il écrit :

« Quelques auteurs ont imprimé, d'autres ont répété, et on répète tous les jours en conversation, que Descartes est l'inventeur de l'application de l'Algèbre à la Géométrie. Cela n'est pas exact. On accorde à Descartes plus qu'il ne doit prétendre, et on oublie trop les droits de ses prédécesseurs, et en particulier ceux de Viète. »

En 1831, Joseph Fourier, dans son analyse des équations, mentionne Viète comme un des plus illustres mathématiciens, le second inventeur de l'algèbre, après Al Kwarizmi.
En 1837, le géomètre français Michel Chasles est l'un des premiers à réévaluer son rôle dans la mise en place de l'algèbre moderne, notamment dans Aperçu historique sur l'origine et le développement des méthodes en Géométrie. Il est suivi par Henry Hallam. Le 5 mai 1841, Chasles rend hommage à Viète à l'Académie des sciences au travers d'une communication sur la nature des opérations algébriques.

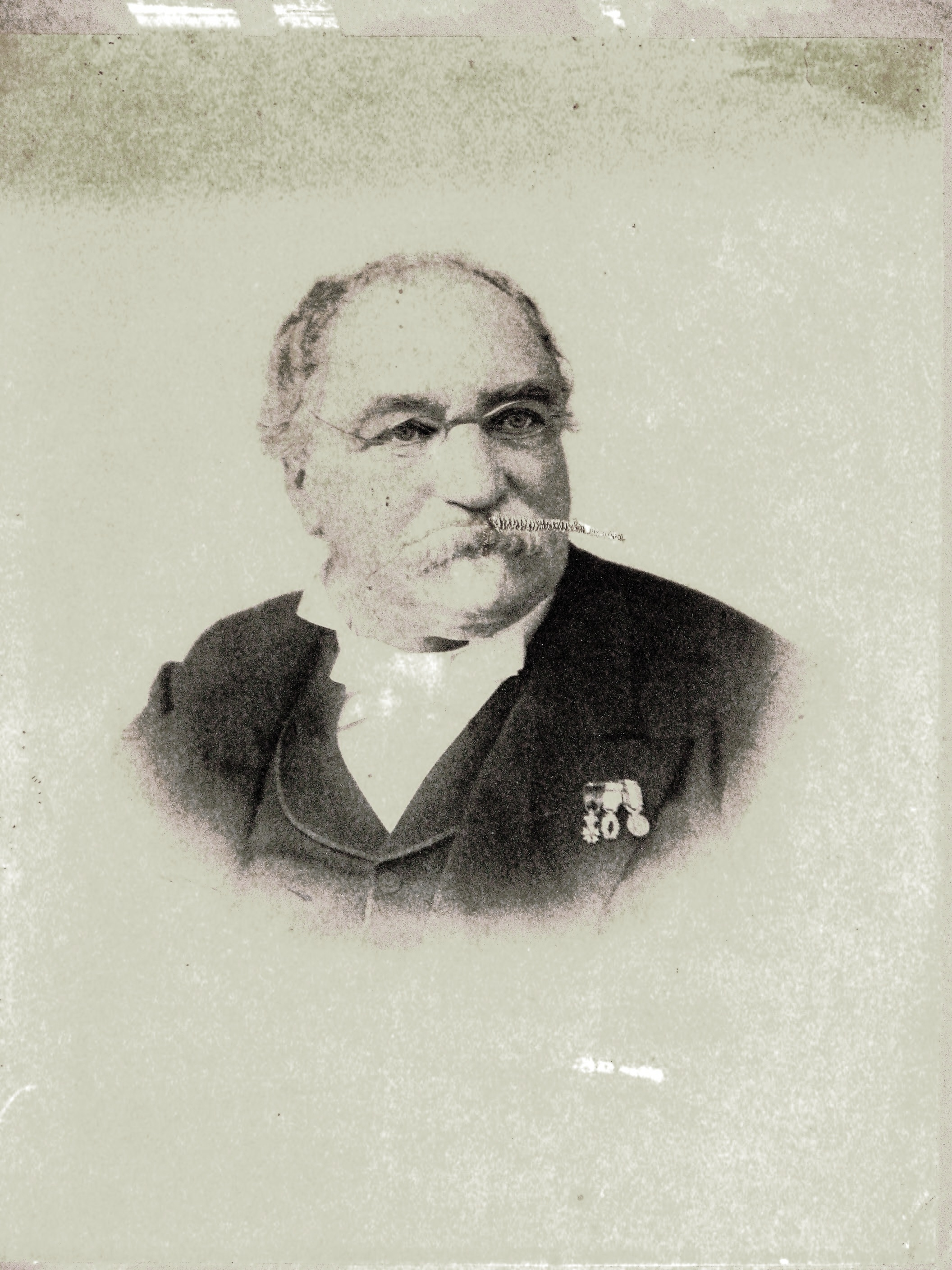
Frédéric Ritter.

En 1847, une lettre de François Arago, secrétaire perpétuel de l'Académie des sciences, annonce son intention de tracer une biographie de François Viète.
Il faut sans doute dater de cette époque le début d'un regain d'intérêt pour le fondateur de l'algèbre nouvelle et la réévaluation de l'importance de ses travaux.
Entre 1850 et 1890, le polytechnicien Frédéric Ritter, nommé en poste en Fontenay-le-Comte, reprend les traductions en français des œuvres de Viète. Il est son premier biographe contemporain avec Benjamin Fillon, Joseph Bertrand et Maximilien Marie. À la même époque (1863-1877), Émile Littré consacre Viète comme l'inventeur de l'algèbre littérale.
Entre 1934 et 1936, Jacob Klein (en) affirme que les règles de la « logistique spécieuse » constituent le premier système axiomatique moderne. À rebours, un chercheur contemporain comme Marco Panza, voit dans la « logistique spécieuse » la création d'une algèbre trans configurationnelle.
En 1986, Barry Mazur le cite encore dans son exposé sur les équations diophantiennes, pour son sentiment que tous les problèmes pourront être résolus au moyen de son approche systématique, et rattache cette ambition au dixième problème de Hilbert.
De nos jours, bien que sa contribution à la création de l'algèbre contemporaine soit encore sous-estimée par les historiens des sciences comme le souligne Marcel Berger,, de nombreuses études (voir notes et bibliographie) tendent à redonner toute son importance aux travaux du mathématicien des Parthenay. Bien que Viète n'ait pas été le premier mathématicien à proposer de noter les quantités inconnues d'un problème par des lettres (Jordanus Nemorarius l'avait déjà fait au XIIe siècle), ces études font ressortir qu'il a eu le double mérite d'introduire les premiers éléments de calcul littéral et d'en forger une première axiomatique. Elles tendent à montrer qu'il est réducteur de résumer ses innovations à cette seule découverte, et le situent véritablement à la charnière de la transformation algébrique opérée au cours de la fin XVIe - début XVIIe siècle,,.
Le centre d'épistémologie et d'histoire des sciences et des techniques de l'université de Nantes porte son nom, ainsi que quelques rues, le collège de sa ville natale et un autre à La Roche-sur-Yon. L'astéroïde (31823) Viète porte également son nom.